# 小樽市総合博物館
小樽市総合博物館（おたるしそうごうはくぶつかん）は、北海道小樽市手宮1丁目にある北海道の歴史や自然、鉄道をはじめとした交通、科学などに関する展示を行う博物館である。
2007年（平成19年）7月14日、小樽市博物館（おたるしはくぶつかん）と小樽市青少年科学技術館（2006年12月閉館）の機能を統合し、手宮駅にあった第三セクター運営の小樽交通記念館（おたるこうつうきねんかん。2006年3月閉館）の施設を活用する形で発足したもので、旧小樽交通記念館の施設に事務機能を集約し、本館とした。なお、旧・小樽市博物館は運河館と改称された。

## 歴史
1956年（昭和31年）、色内にある旧日本郵船小樽支店を利用し小樽市博物館として設立された。設立当初は美術を含む人文・自然を対象とした博物館であり、その後1985年に現在の運河館となる旧小樽倉庫に移転した。
その後1962年（昭和37年）12月に、日本の鉄道開業90周年を記念して当時の日本国有鉄道札幌鉄道管理局が設置した北海道鉄道記念館を分館として運営・受託管理を行った。開館当初は旧機関庫を本館として用い、1964年10月には北海道大学付属博物館から大勝号機関車も搬入された。1977年には鉄道資料館棟が開設され、280平米の危険品倉庫を改装し個人や国鉄からの寄贈資料651点をはじめ北海道の鉄道史パネルや蒸気機関車部品・保線風景パノラマ模型など約1000点を展示した。1986年にはこれまでの17両に加え民営化を控えての11月ダイヤ改正に伴い「不要になる車両の各形式を一両ずつ保存したい」との国鉄北海道総局の申し出を受け余剰となった電気機関車・気動車・客車・貨車・救援車計25両を追加収蔵し1987年より展示を開始し2倍以上の展示規模となった。
1976年（昭和51年）に立案されたSL博物館への拡張案から発展する形で1980年（昭和55年）に小樽市で開催された北海道鉄道開業百年記念式典の剰余金をはじめとした寄付金などを元に「北海道交通記念館」の仮称で拡張を行う検討が進められ、1982年（昭和57年）に小樽市教育委員会が建設基本計画案を策定し北海道庁や国鉄札幌鉄道管理局への陳情を行い、1983年（昭和58年）には小樽市長を会長とした建設期成会が設立され道予算での調査費の計上が行われ鉄道館用地1.5万平米を中心に陸運館と海運館用地に26,700平米・航空館用地に手宮公園13,600平米の計55,300平米の開発や旧手宮線を用いたSL動態保存運行計画を想定、関連して大型帆船日本丸または海王丸の誘致運動や石炭貨車から貨物船への積替えに用いていた高架桟橋保存の要望を展開するも実現には至らなかった。1985年（昭和60年）には「北海道交通記念館建設基本構想」が立案され鉄道記念館周辺7万平米の敷地で交通歴史館・交通科学館・交通未来館の3棟を核に青函連絡船・弁才船復元船の展示や園内移動用の新交通システムの導入や宿泊施設・ヨットハーバーなどのリゾート施設を含めた複合開発が盛り込まれたものの、1992年（平成4年）時点では5.8万平米の敷地で本館となるコミュニケーションパークセンター館を核に鉄道保存車両を配置した公園施設を整備する形に縮小した。
鉄道記念館は1992年（平成4年）11月4日から一時閉館し、小樽市を事業主体に北海道やJR北海道の支援を受け整備拡充を行うこととなり旧手宮線敷地を中心としたJR所有地2.2haと国鉄清算事業団から買収した市有地3.6haに博物館本館となる「中央展示館」などを建設し、改装のうえ1996年（平成8年）4月20日に展示範囲を海運や陸運にまで拡大して総合的な交通博物館として再オープン、小樽交通記念館に改称した。小樽市が51%を出資する第三セクターの株式会社小樽交通記念館により運営されていたが、利用者の減少などのため2006年（平成18年）3月で閉館した。
小樽市博物館は2007年（平成19年）7月14日に、小樽市青少年科学技術館との機能統合にともない旧小樽交通記念館跡地に移転のうえ小樽市総合博物館と改称しオープンした。同年9月にはツール・ド・北海道2007の出発点となったほか、この年より小樽クラシックカー博覧会 in 小樽市総合博物館が開催されている。
日本博物館協会会員館。北海道博物館協会加盟館。博物館法に基づく北海道教育委員会登録博物館である。2024年、第5回日本博物館協会賞受賞。

## 本館

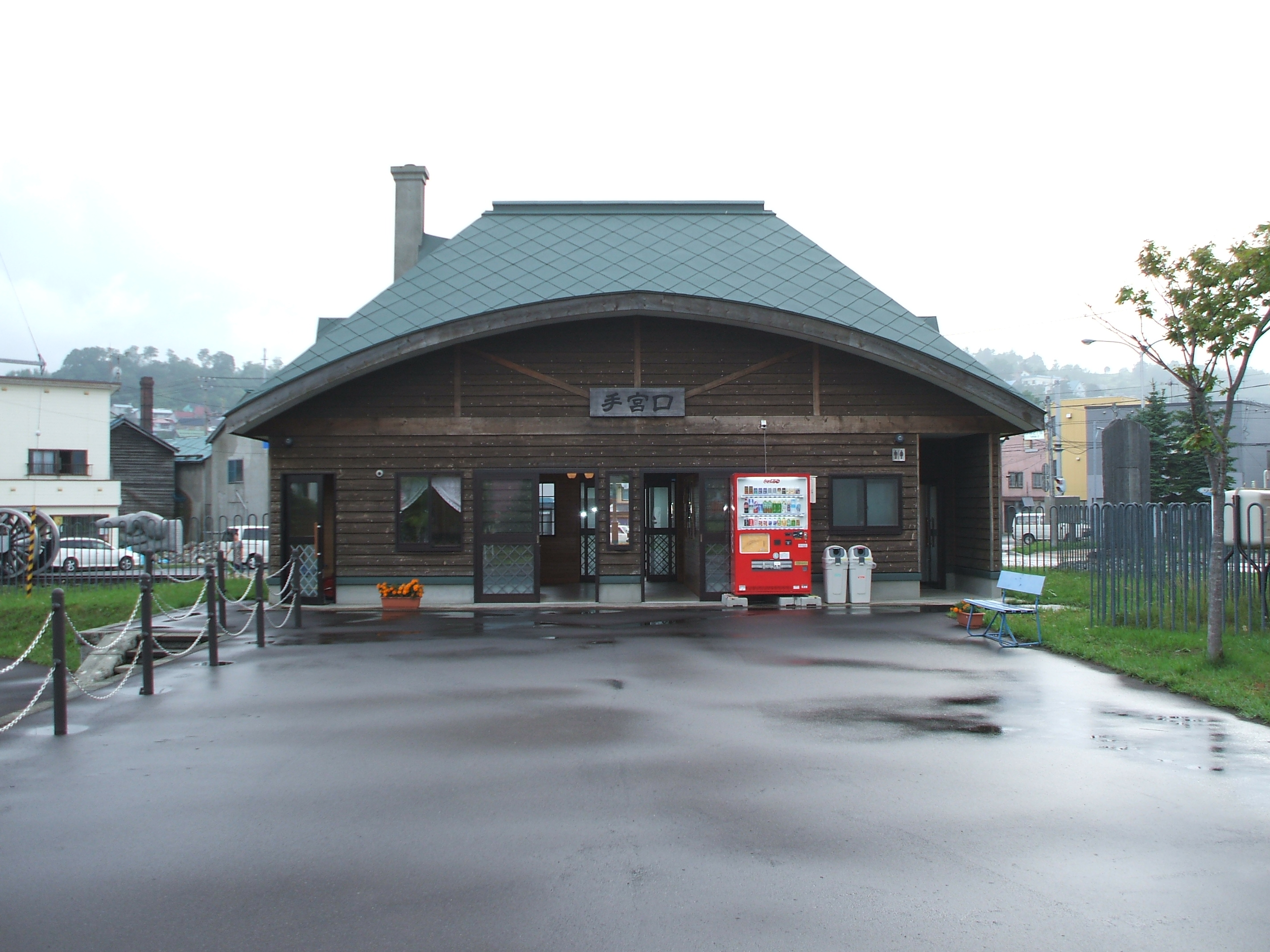
本館手宮口

本館は、北海道の鉄道発祥の地である旧手宮線・手宮駅の構内敷地5.8haを利用して設置されており、鉄道・科学・歴史館、蒸気機関車記念館、鉄道車輌保存館の3つの屋内施設の他、屋外展示場があり貴重な鉄道車両、自動車などが保存展示されている。現存する日本最古の機関庫で鉄道記念物である鉄道車輌保存館をはじめとして、道内に存在する準鉄道記念物12件のうち8件が、当館の所蔵である。

### 主な展示物

#### 建造物

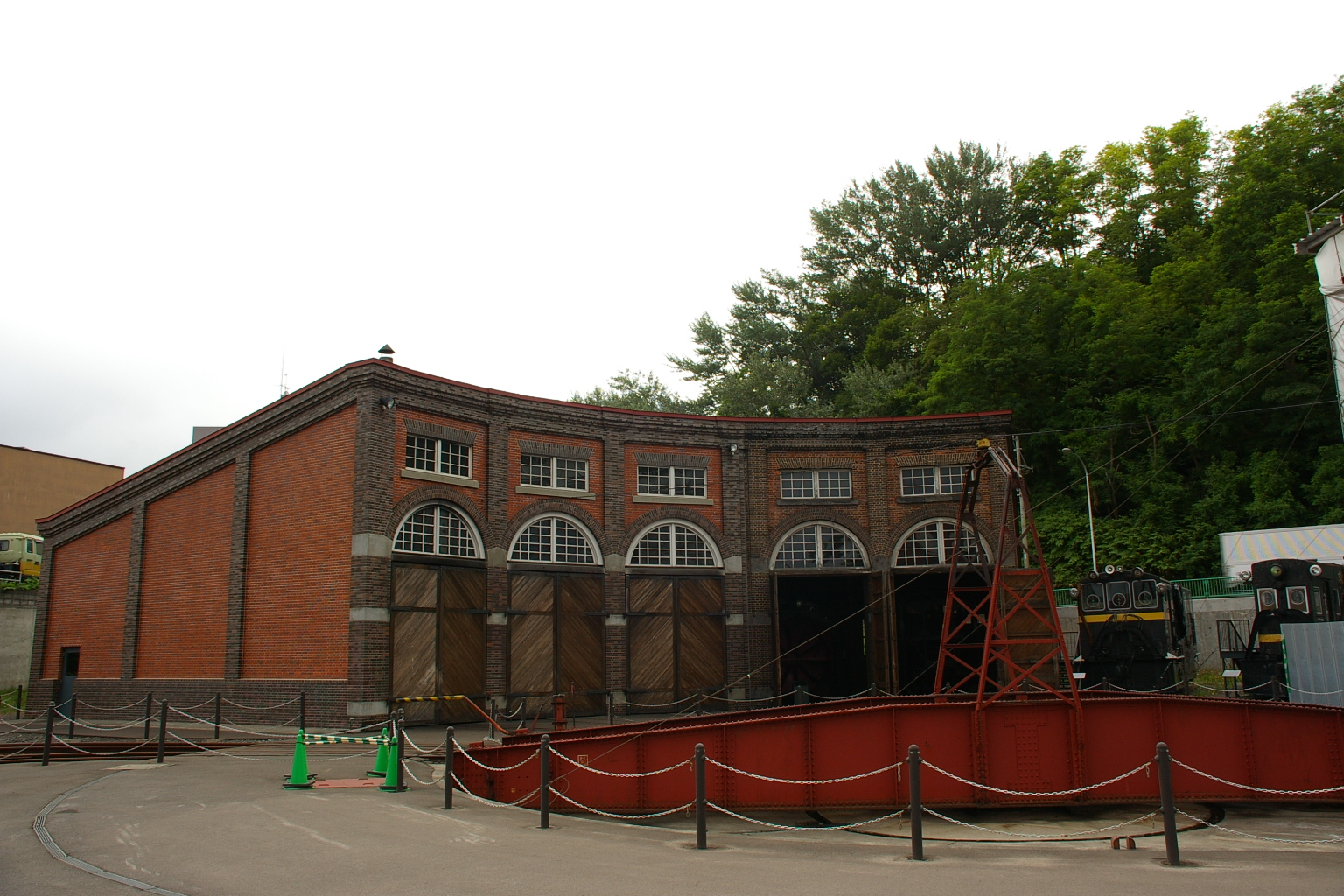
旧手宮機関庫

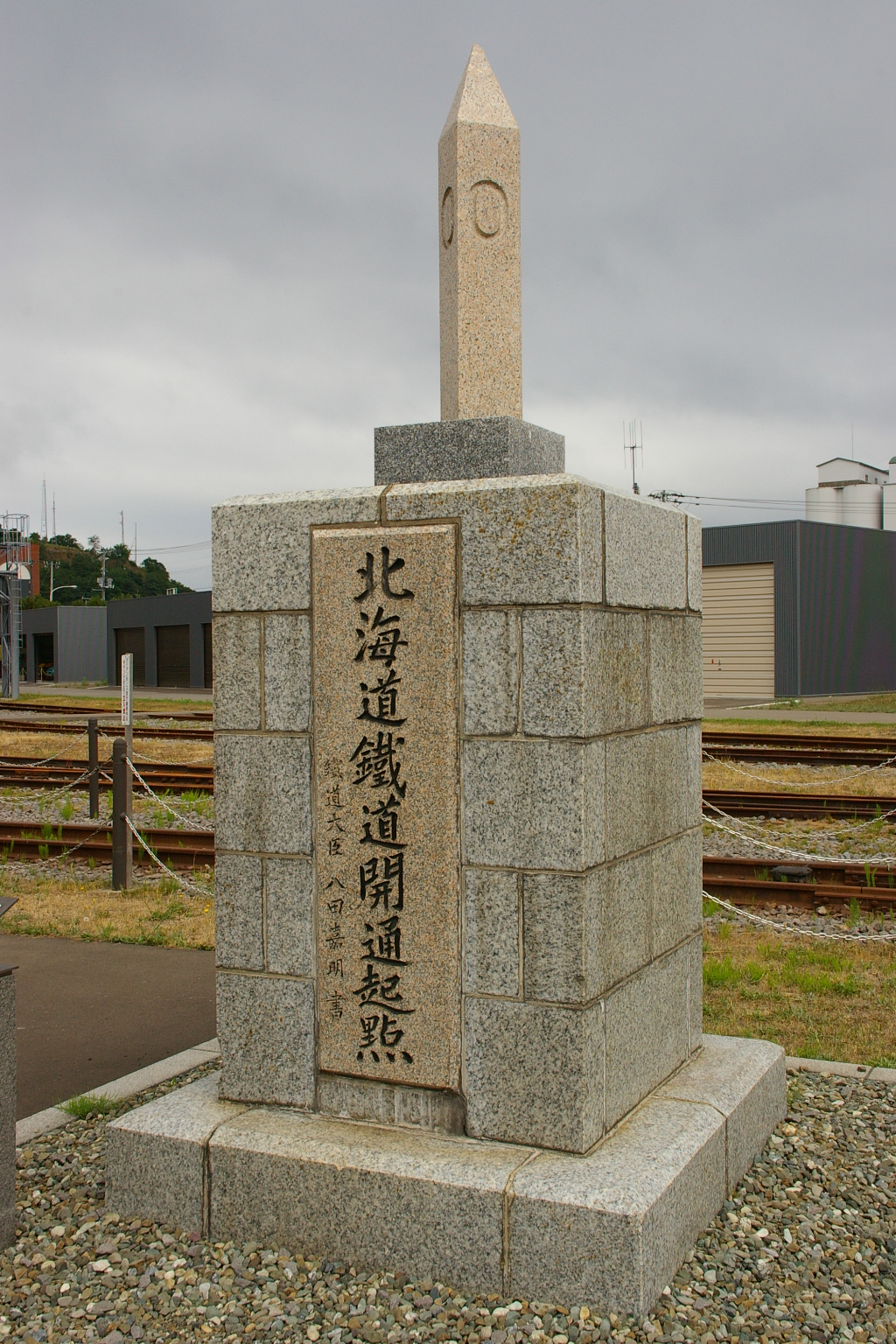
北海道鉄道開通起点標

- 旧手宮機関庫（鉄道車輌保存館）：鉄道記念物、国の重要文化財
- 手宮口転車台：旧小樽築港機関区転車台
- 北海道鉄道開通起点標：準鉄道記念物

#### 動態展示
- アイアンホース号：義経・弁慶・しづか同様ポーター製の2-6-0テンダー式蒸気機関車。1993年（平成5年）に米国のテーマパークから購入。軌間914mm・重油専焼式[11]、1909年製で、2009年（平成21年）8月に生誕100年祭が行われた。2017年10月に溶け栓の膨張により火室への水漏れが確認され運行を停止[17]。その後2018年4月に大阪府のサッパボイラに移送し修理され[18]、7月15日に博物館に戻り23日より通常運行を再開[19]。2023年9月にはブレーキ用空気圧縮機の故障が発見されて再度運転を休止、圧縮機の修理を経て2024年7月25日に運行を再開した[20]。

#### 静態展示

##### 鉄道
蒸気機関車
- しづか号蒸気機関車：鉄道記念物（鉄道記念館開館時から収蔵[2]、中央展示館内）
- 大勝号蒸気機関車：鉄道記念物（1964年収蔵[4]）
- 蒸気機関車C12 6：現役当時の特徴であった、空気シリンダーによる昇降式スノープラウは失われている。
- 蒸気機関車C55 50

ディーゼル機関車
- DD13 611：1986年収蔵[6]
- DD14 323
- DD15 37：1986年収蔵[6]
- DD16 17：1986年収蔵[6]
- DD51 615：1986年収蔵[6]
- DE10 503：1986年収蔵[6]

電気機関車
- ED75 501：準鉄道記念物。1986年収蔵[6]、北海道鉄道文化保存会によって外部修復工事済。高濃度のPCBが含まれていたためED76 509と共に廃棄解体が決定され作業中だったが、想定より解体箇所が少なかったことから専門業者からの意見を踏まえて方針を変更し、腐食が進む機器のみを撤去し引き続き保存予定[21]。
- ED76 509：1986年収蔵[6]、北海道鉄道文化保存会によって修復実施済。高濃度のPCBが含まれていたためED75 501と共に廃棄解体が決定され作業中だったが、想定より解体箇所が少なかったことから専門業者からの意見を踏まえて方針を変更し[21]、2024年11月9日より頭部のみの展示を開始[22]。

気動車
- キハ03 1：1986年収蔵・元旭川車両センター保存車[6]、準鉄道記念物
- キハ22 56・キハユニ25 1
- キハ27 11・キハ56 23・キロ26 107：1986年収蔵[6]
- キハ82 1（準鉄道記念物）・キシ80 12・キシ80 34（キハ82 1・キシ80 12は1983年収蔵[23]、北海道鉄道文化保存会によって外部修復工事済）

客車
- い1号客車：鉄道記念物（1963年10月収蔵[2] 中央展示館内）
- オハ36 125・オハフ33 364：1986年収蔵[6]
- スハフ44 1・スハ45 14
- スユニ50 501（郵便荷物車）
- マニ30 2012（現金輸送荷物車 2004年収蔵）
- オエ61 309（救援車）：1986年収蔵[6]
- スエ78 5（救援車）

貨車
- ワム82506（パレット積有蓋車）
- ホキ2226（穀物用ホッパ車）：1986年収蔵[6]
- セキ7342（石炭車）
- トラ57964（無蓋車）
- ワフ29984（有蓋緩急車）
- ヨ7904（車掌車）

事業用車
- キ601（ロータリー式除雪車 1964年収蔵）準鉄道記念物
- キ800（マックレー式除雪車 鉄道記念館開館時から収蔵[2]）準鉄道記念物
- キ270（ラッセル式除雪車・単線用）
- キ1567（ラッセル式除雪車・複線用）
- キ718・キ752（ジョルダン式除雪車）
- ソ34（操重車）・貨車チキ6141（長物車）：1986年収蔵[6]

過去の展示物
- C62 3（1986年動態復元のため小樽築港機関区へ移動 現在はJR苗穂工場にて静態保存）

##### 自動車
以下の車種からいずれかが入れ替え制で一般公開される。
- スバル・360 K111型
- トヨタ・カローラ DX-1100
- 日産・ダットサン サニー 1000DX
- ブリヂストン・チャンピオン3型デラックス
- ホンダ・ジュノオ M80
- 山口・オートペットAP10
- ホンダ・ベンリイ CIII92
- 東昌・エコー
- 東洋工業・マツダ号DC型
- プリンス・スカイライン 2000GT-AS54A-III
- いすゞ・ヒルマンミンクス スーパーデラックス PH50
- 日産・ダットサン ブルーバード 1200デラックスP312
- 蒸気自動車 ロコモビル・スタンダード
- マツダ・HR-X(水素ロータリーエンジン試作車)
- 三菱T370型ボンネットバス フロンティア号(国鉄バス色)
- ロールス・ロイス・シルヴァーシャドウ(初代)(2017年収蔵、元石原裕次郎記念館保存車 ガラス張りケースにて展示[24][25])

過去の展示物
- マツダ・787B レプリカ(1996年収蔵、2015年11月18日をもってマツダ本社へ返還[26])

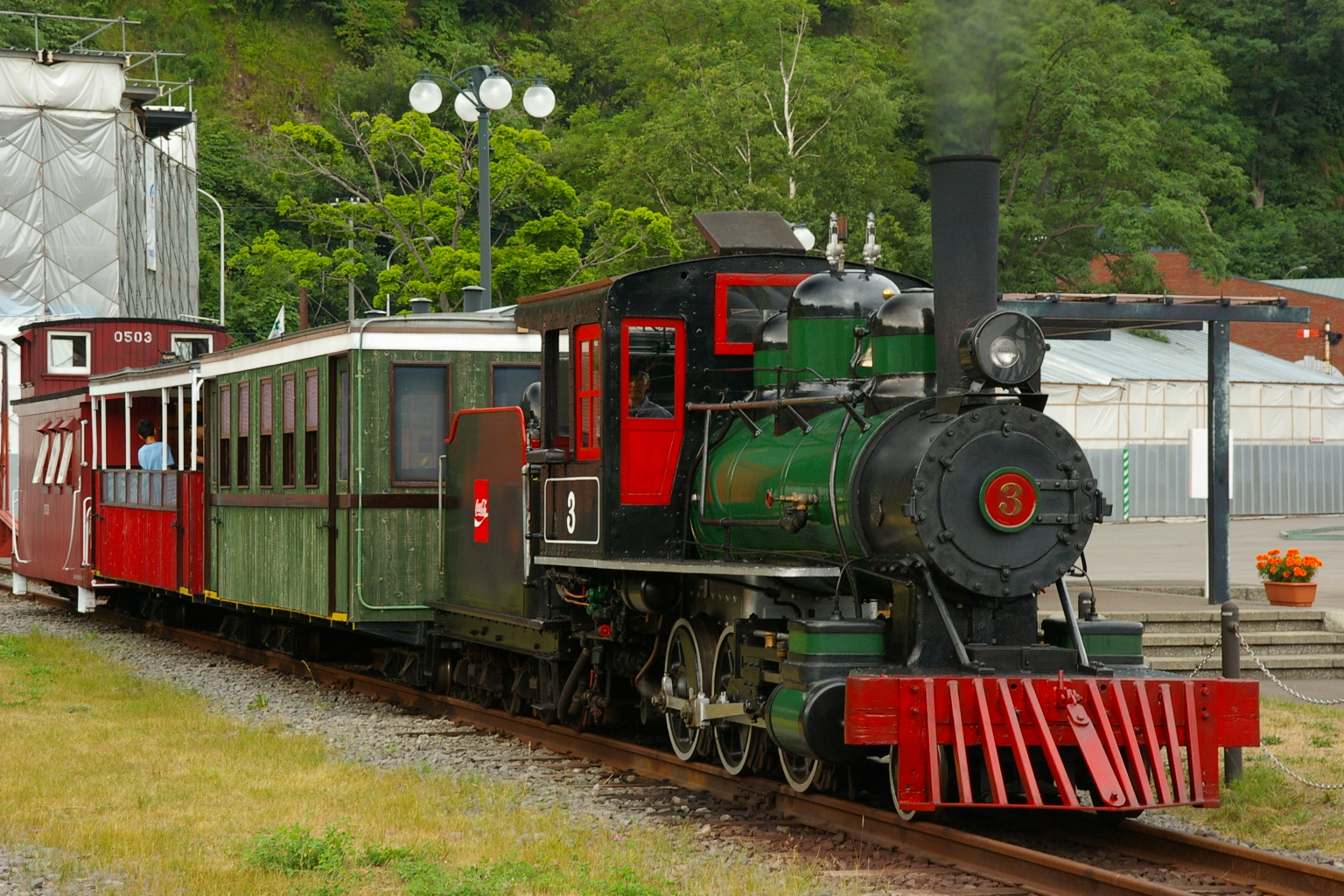
アイアンホース号 (動態展示)
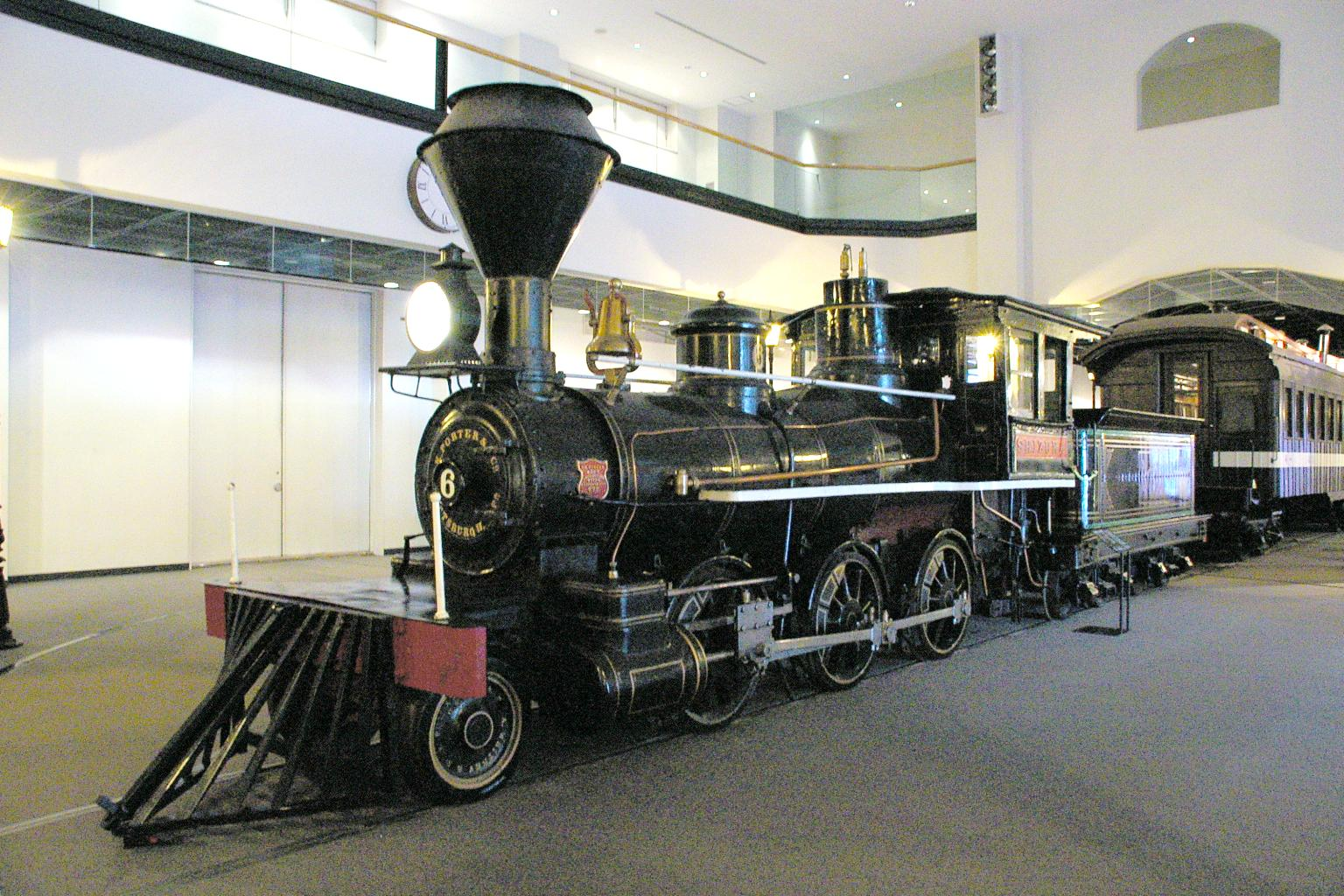
しづか号
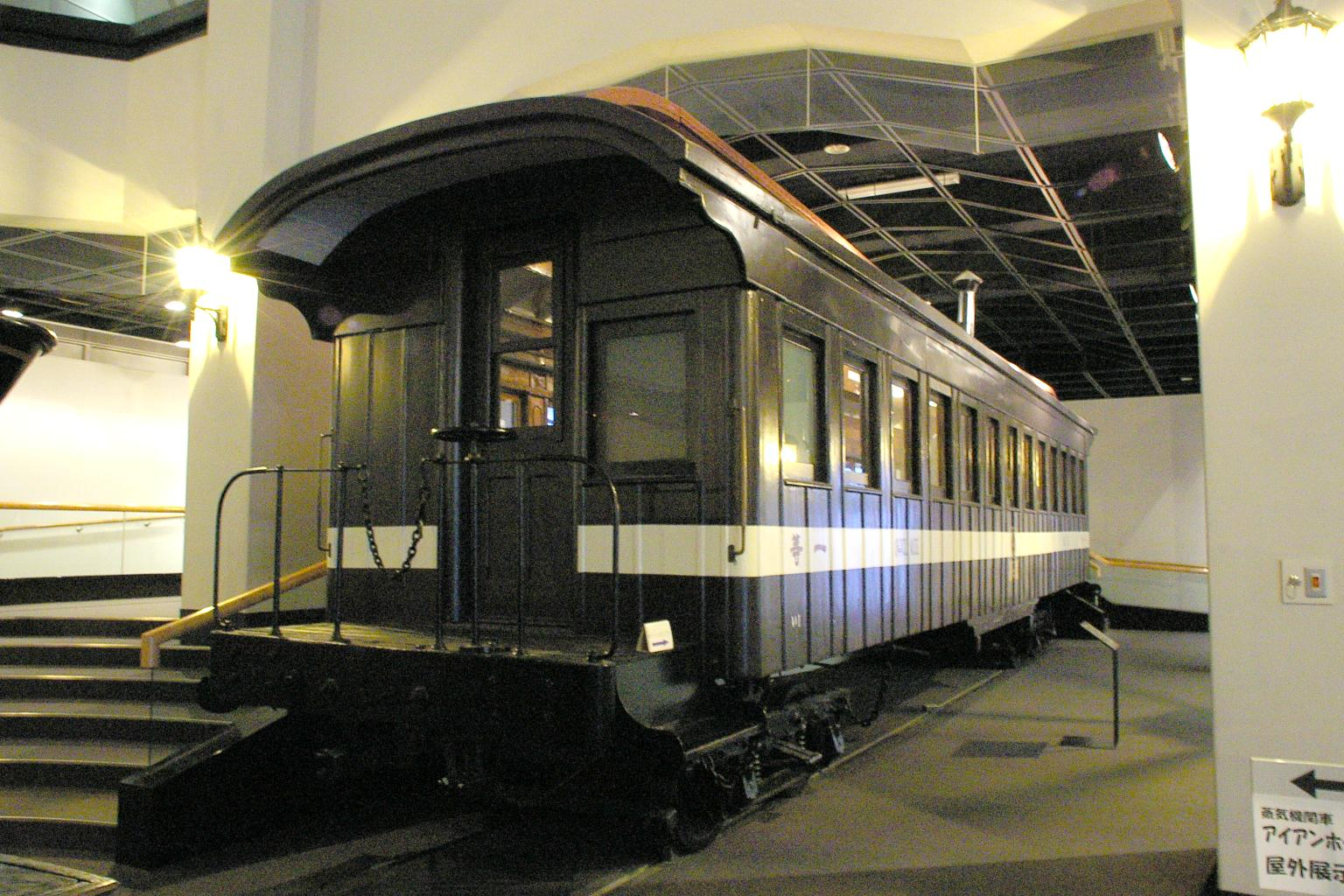
い1号客車
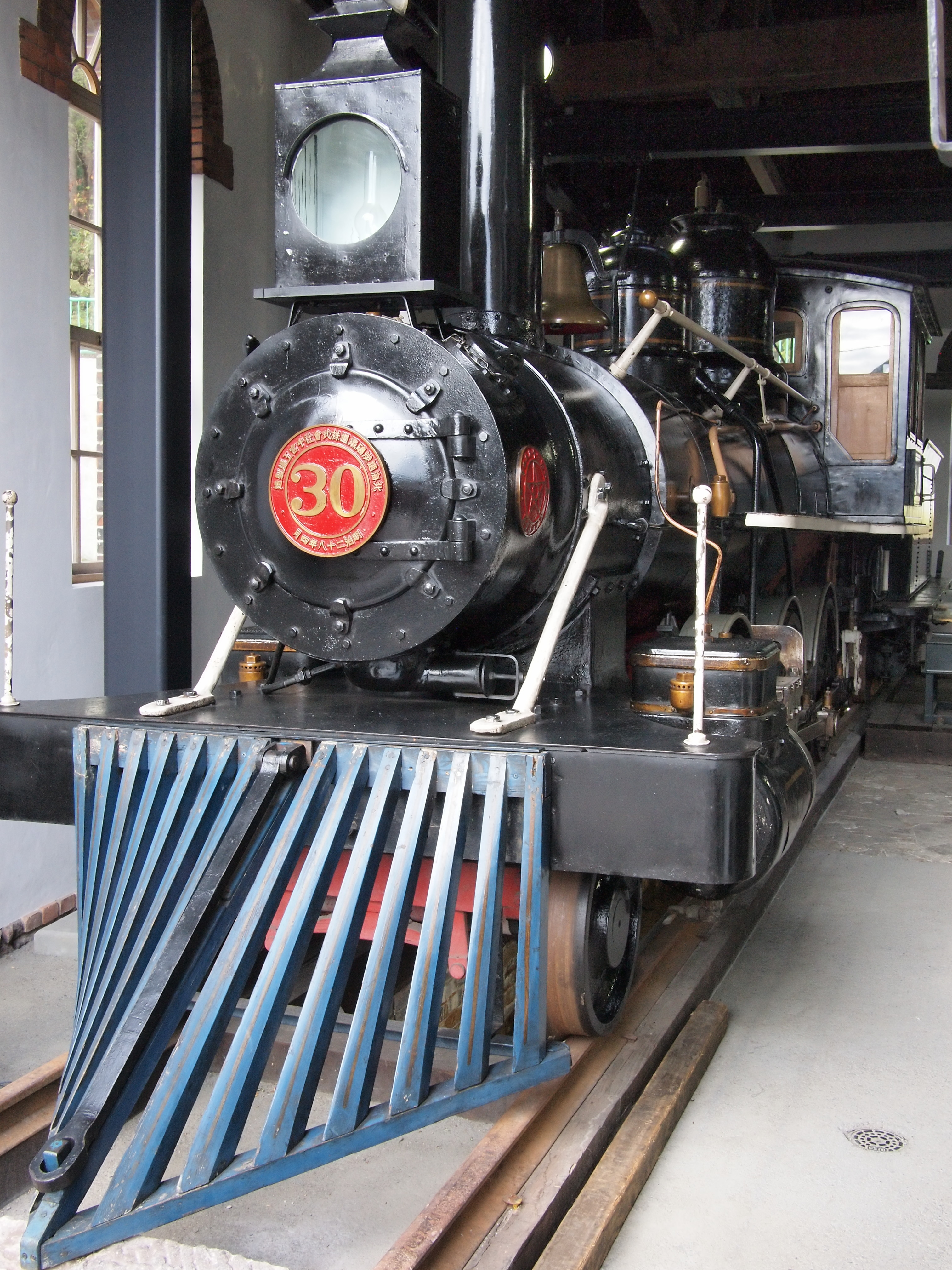
大勝号
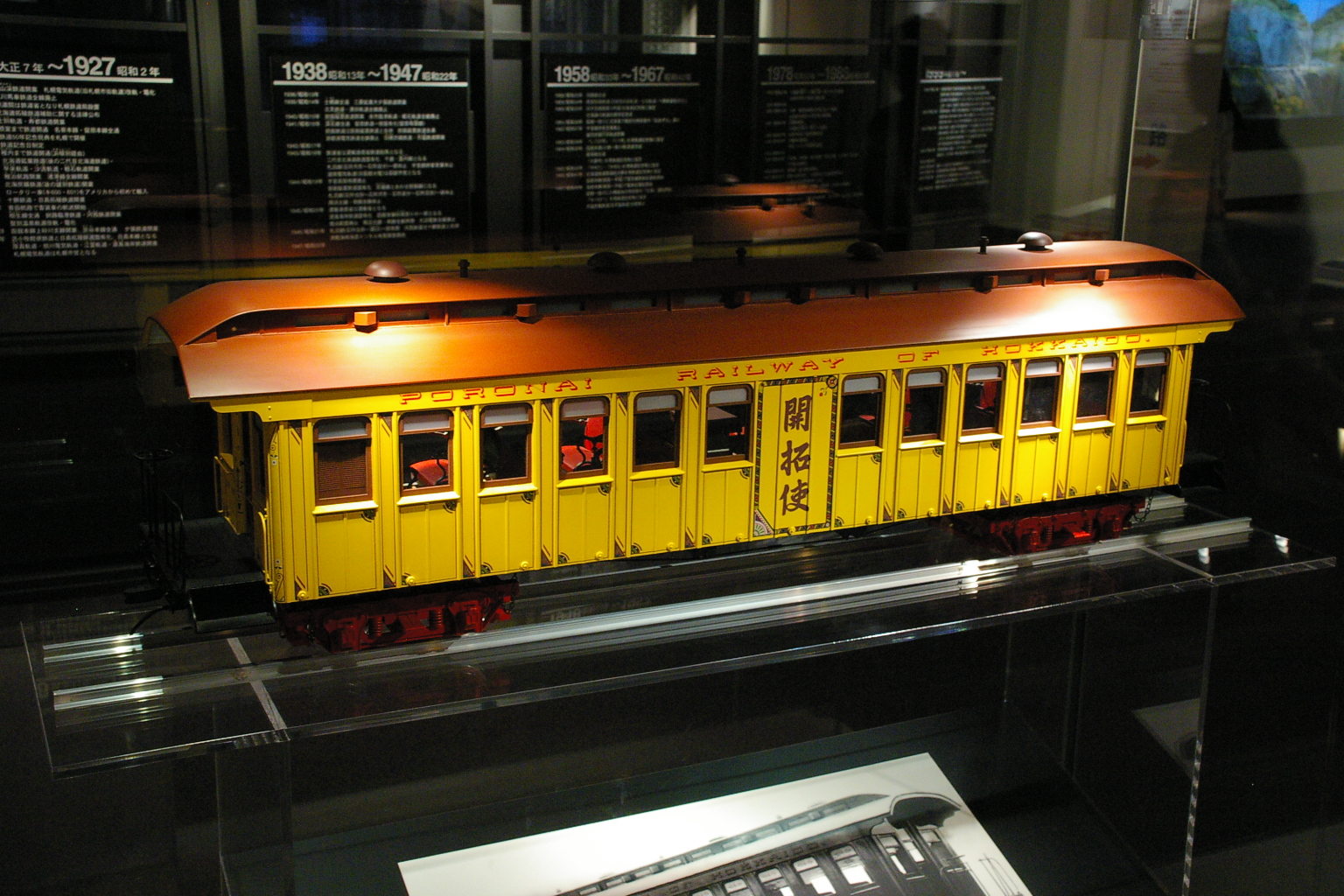
開拓使号模型
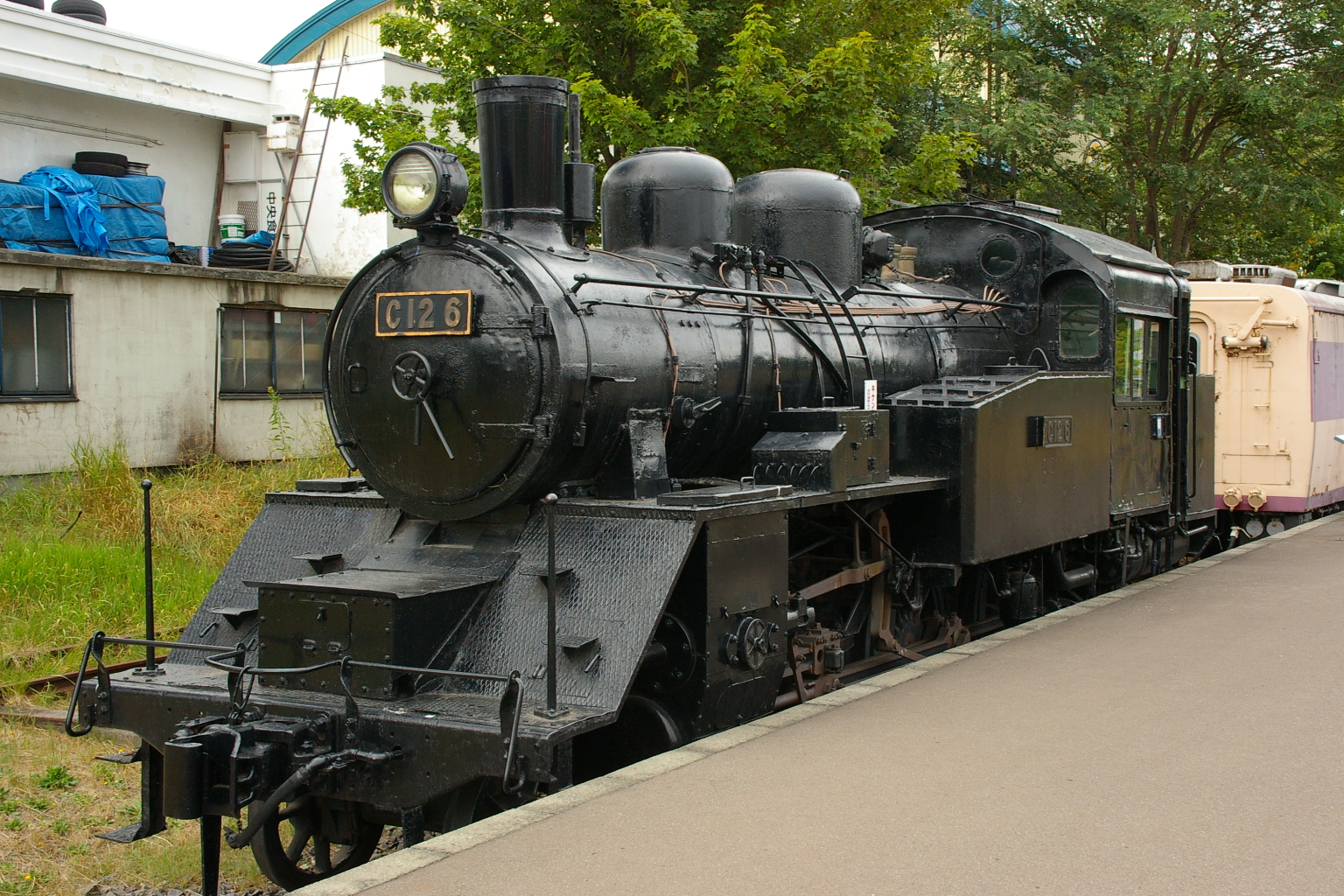
C12 6
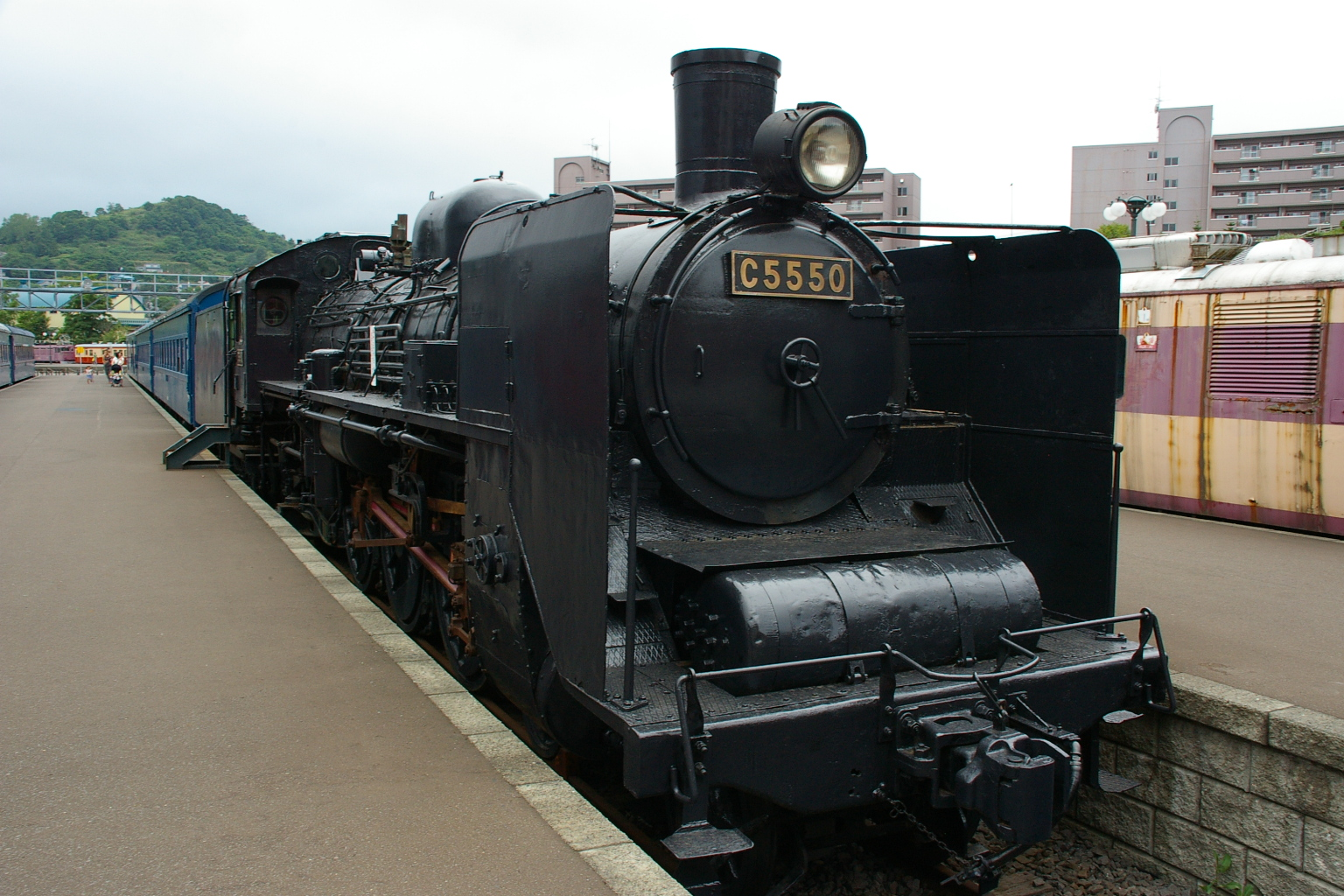
C55 50
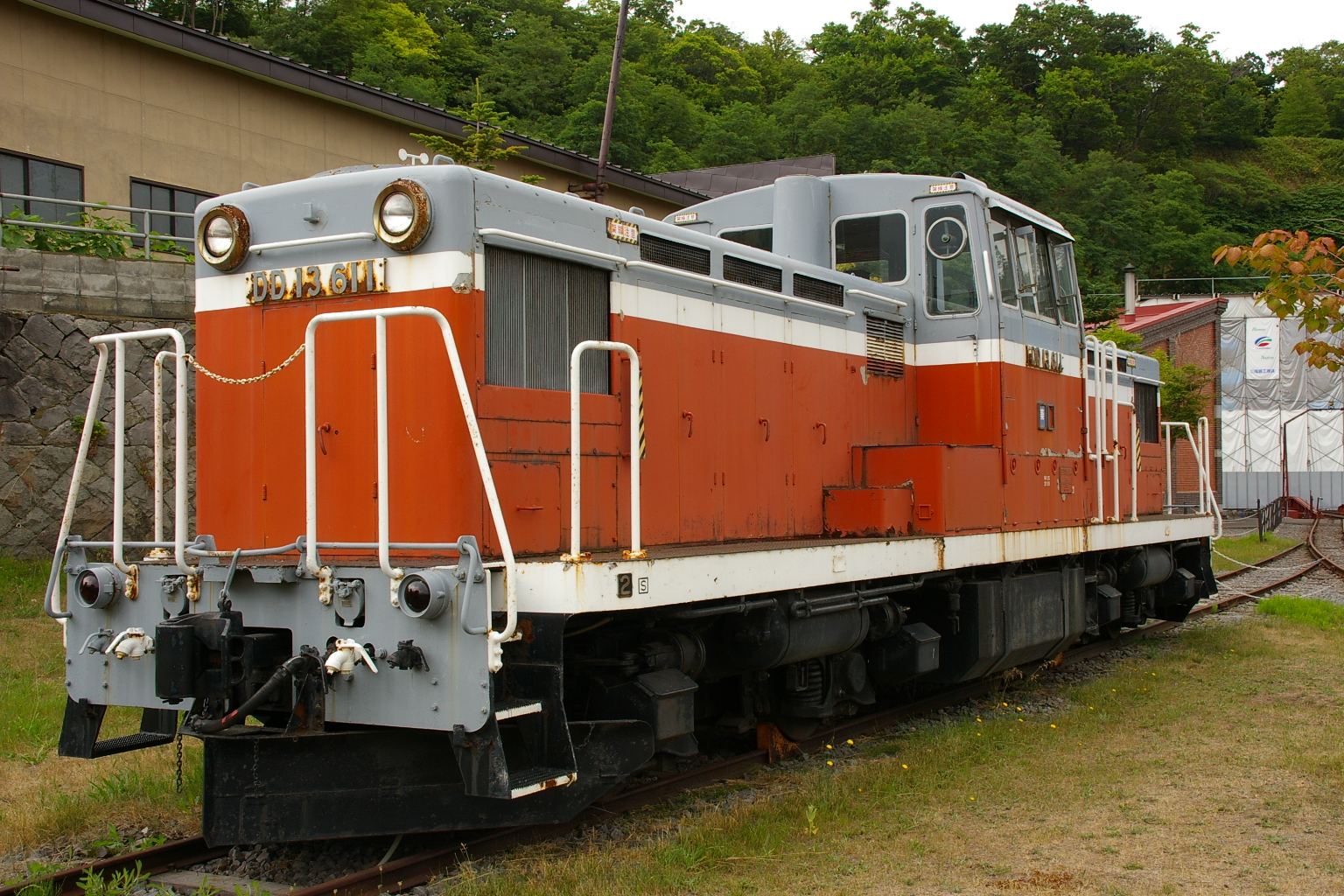
DD13 611
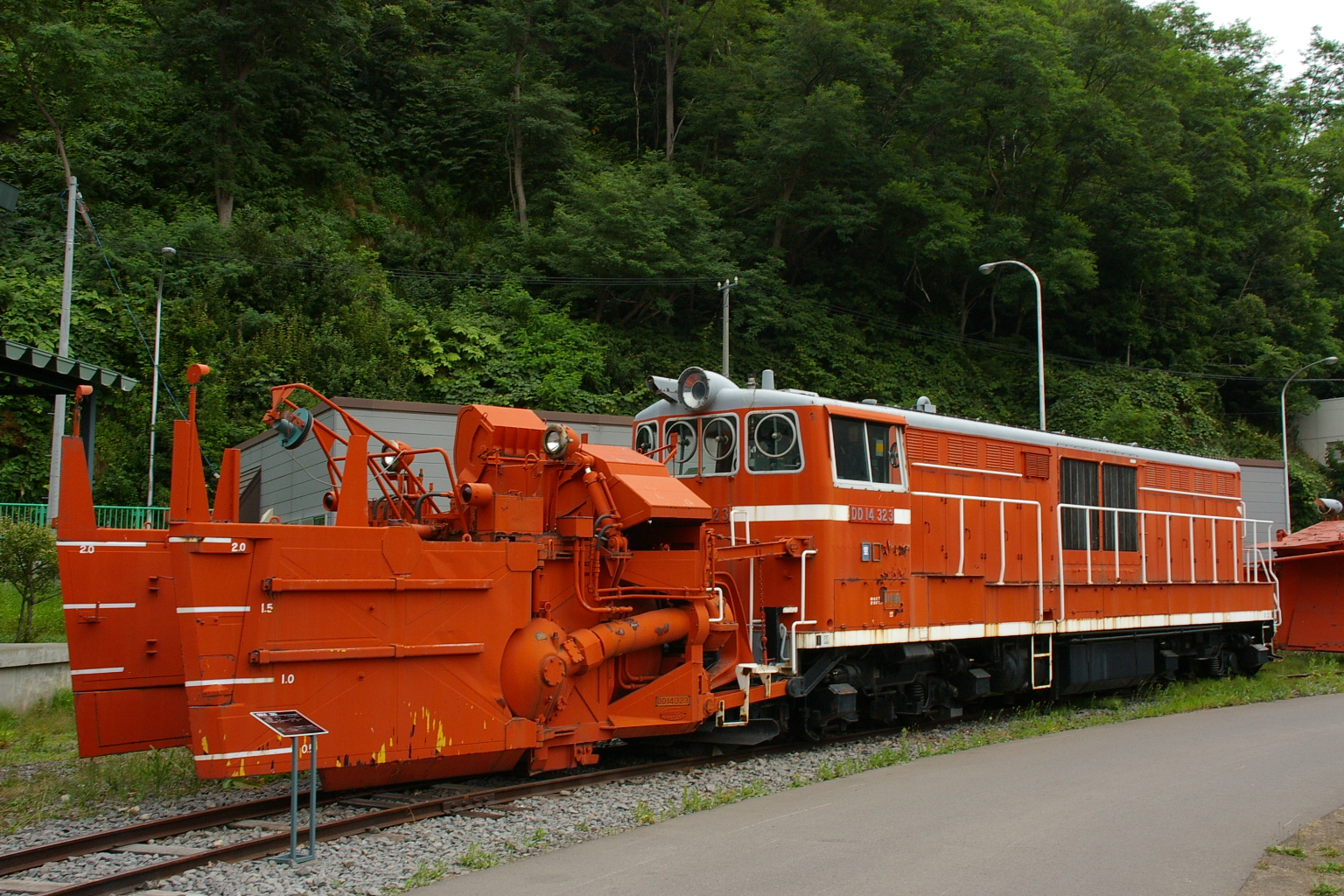
DD14 323
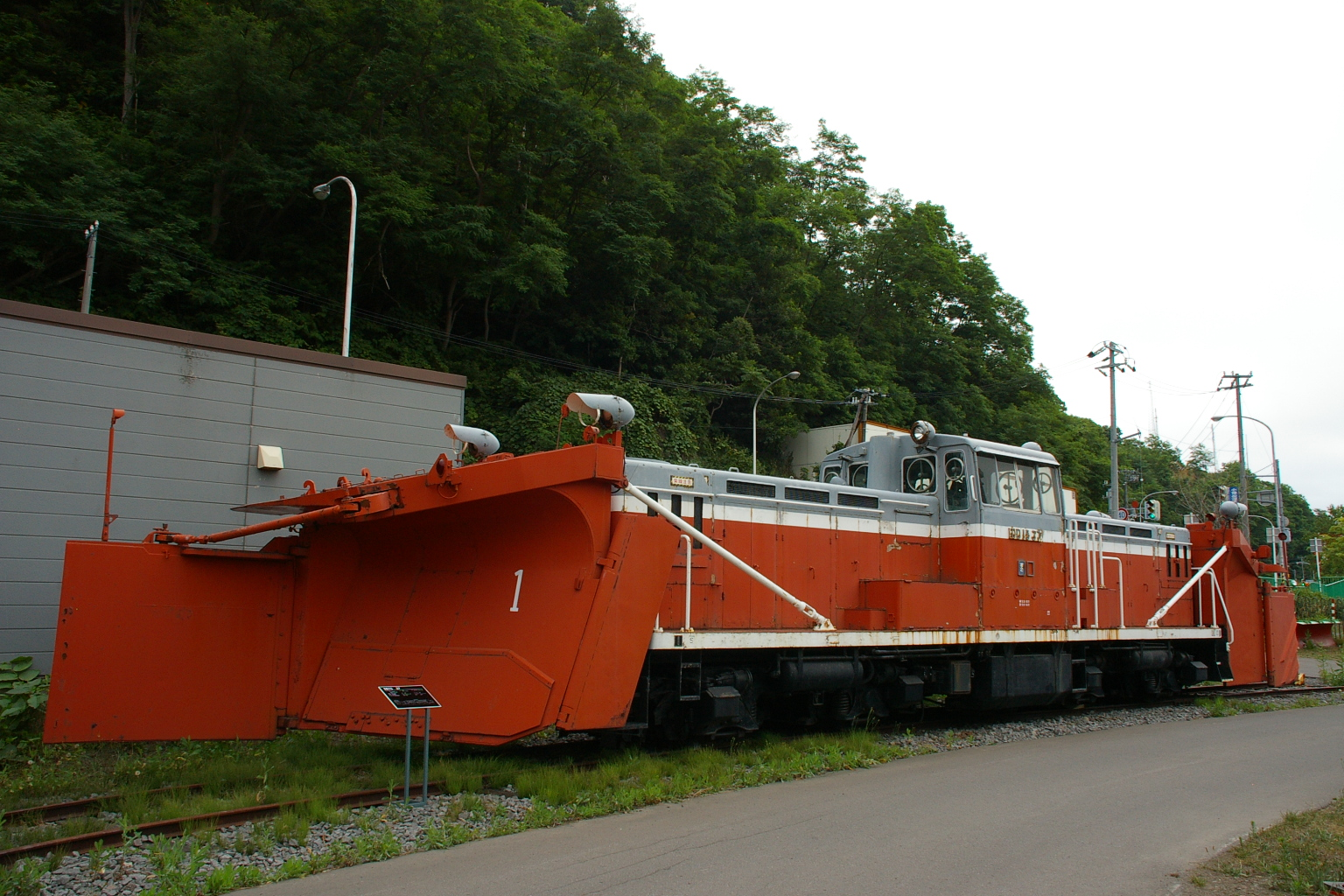
DD15 37
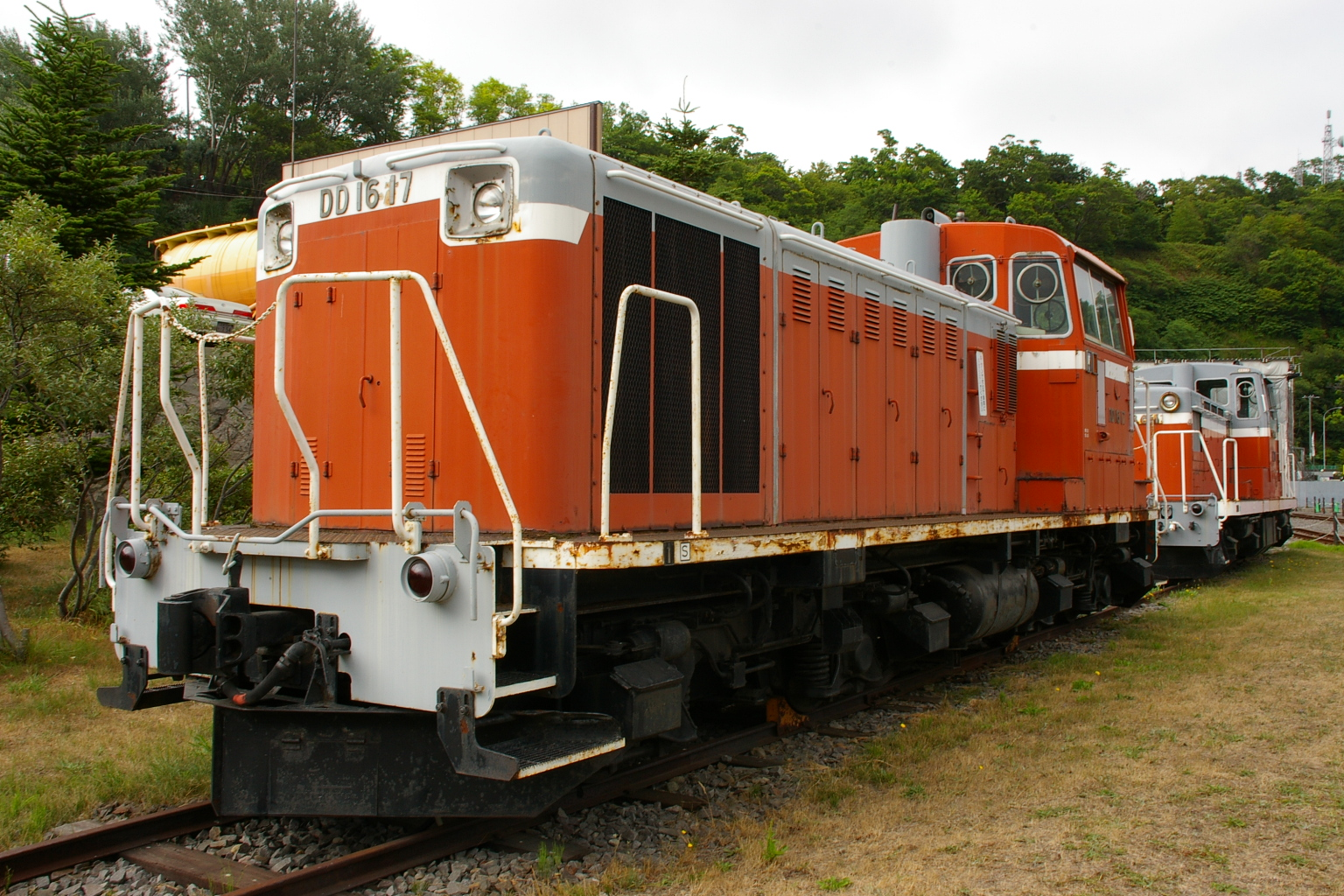
DD16 17
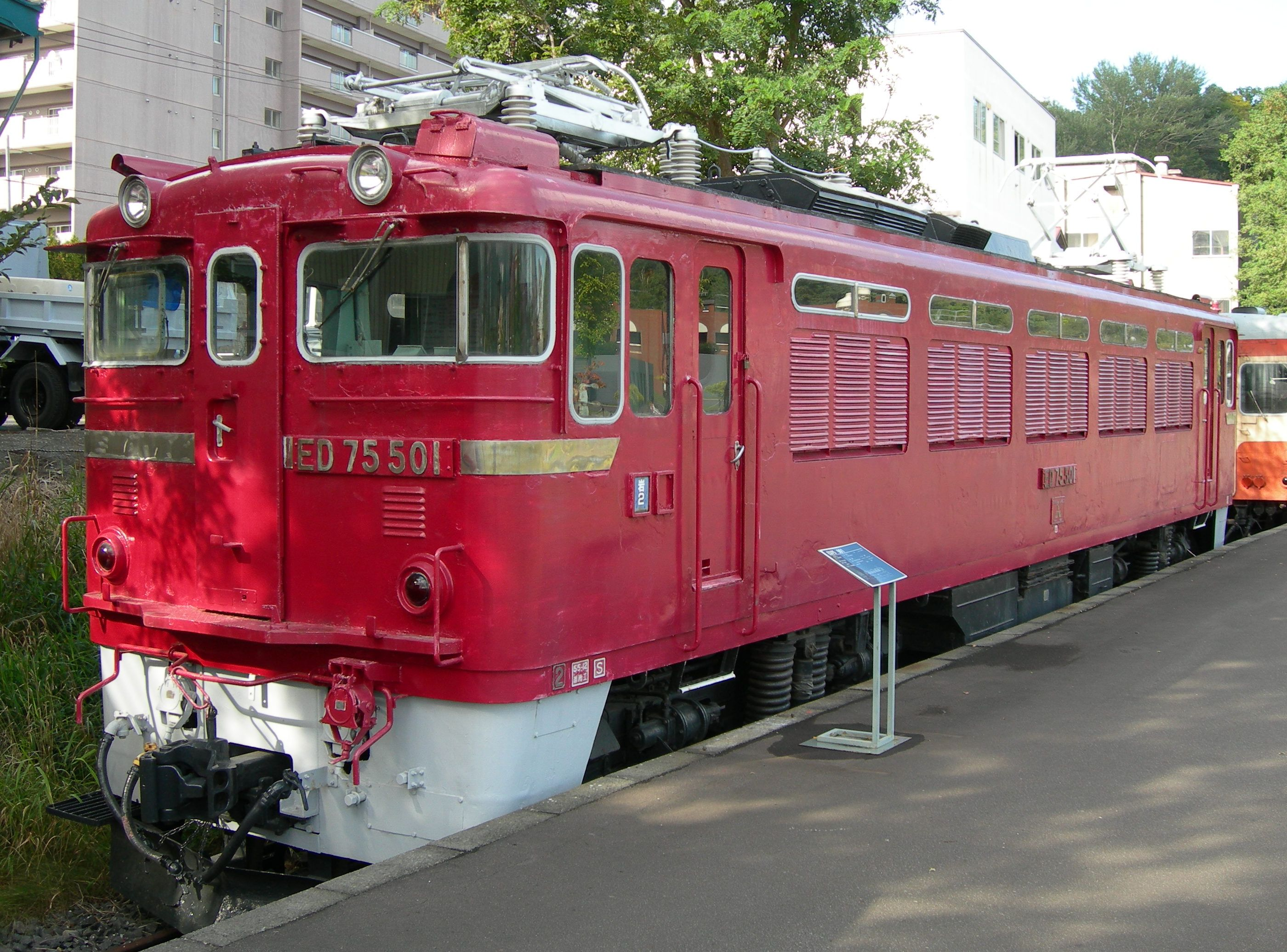
ED75 501
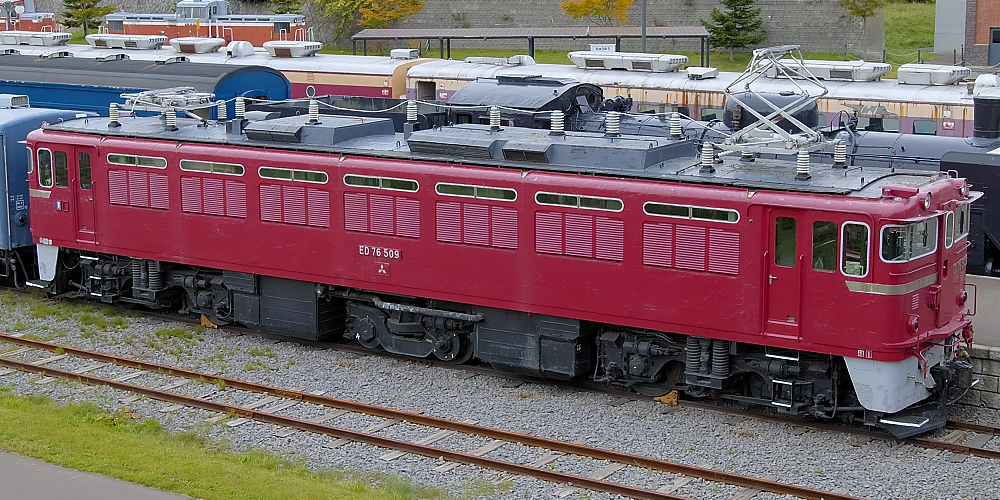
ED76 509
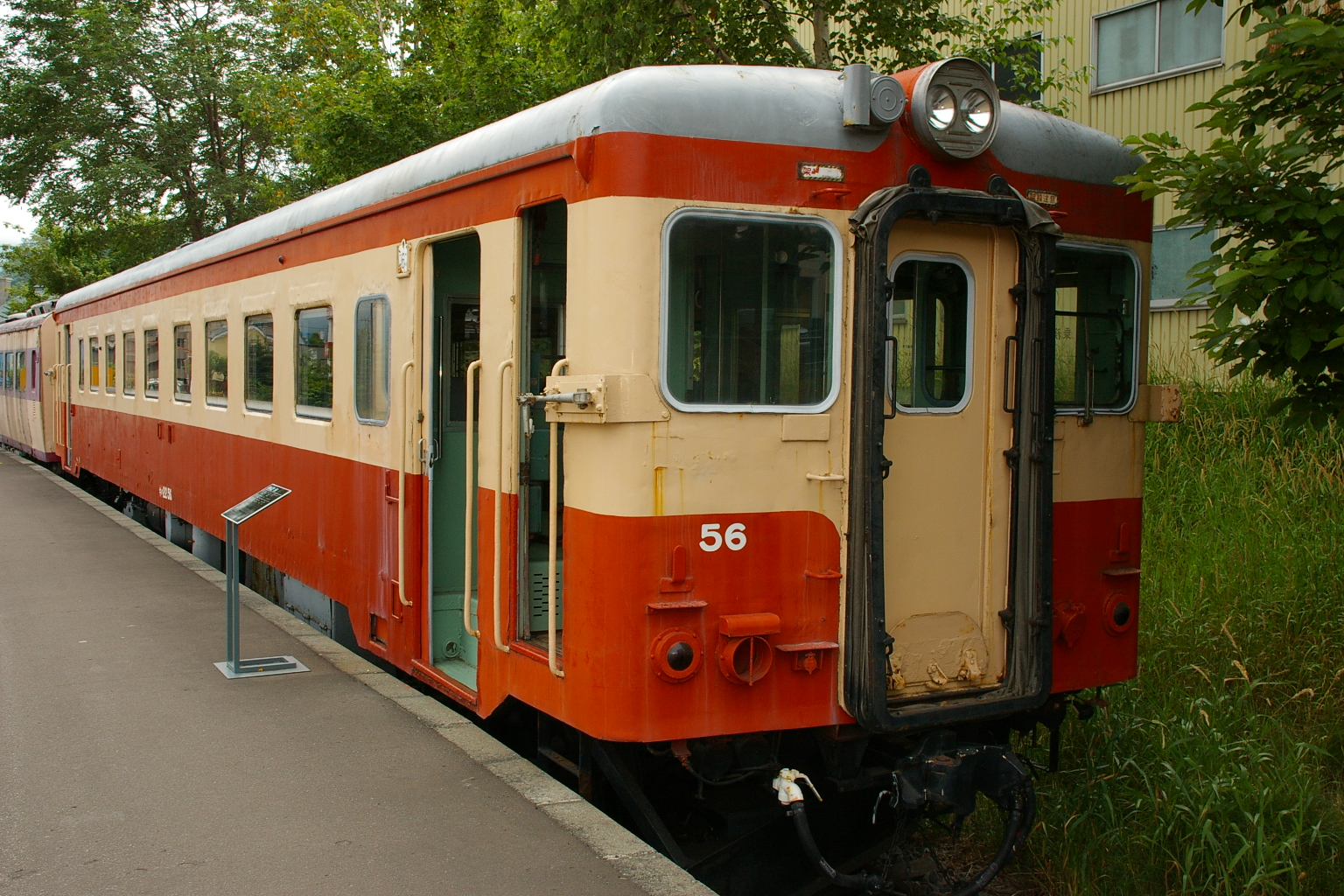
キハ22 56
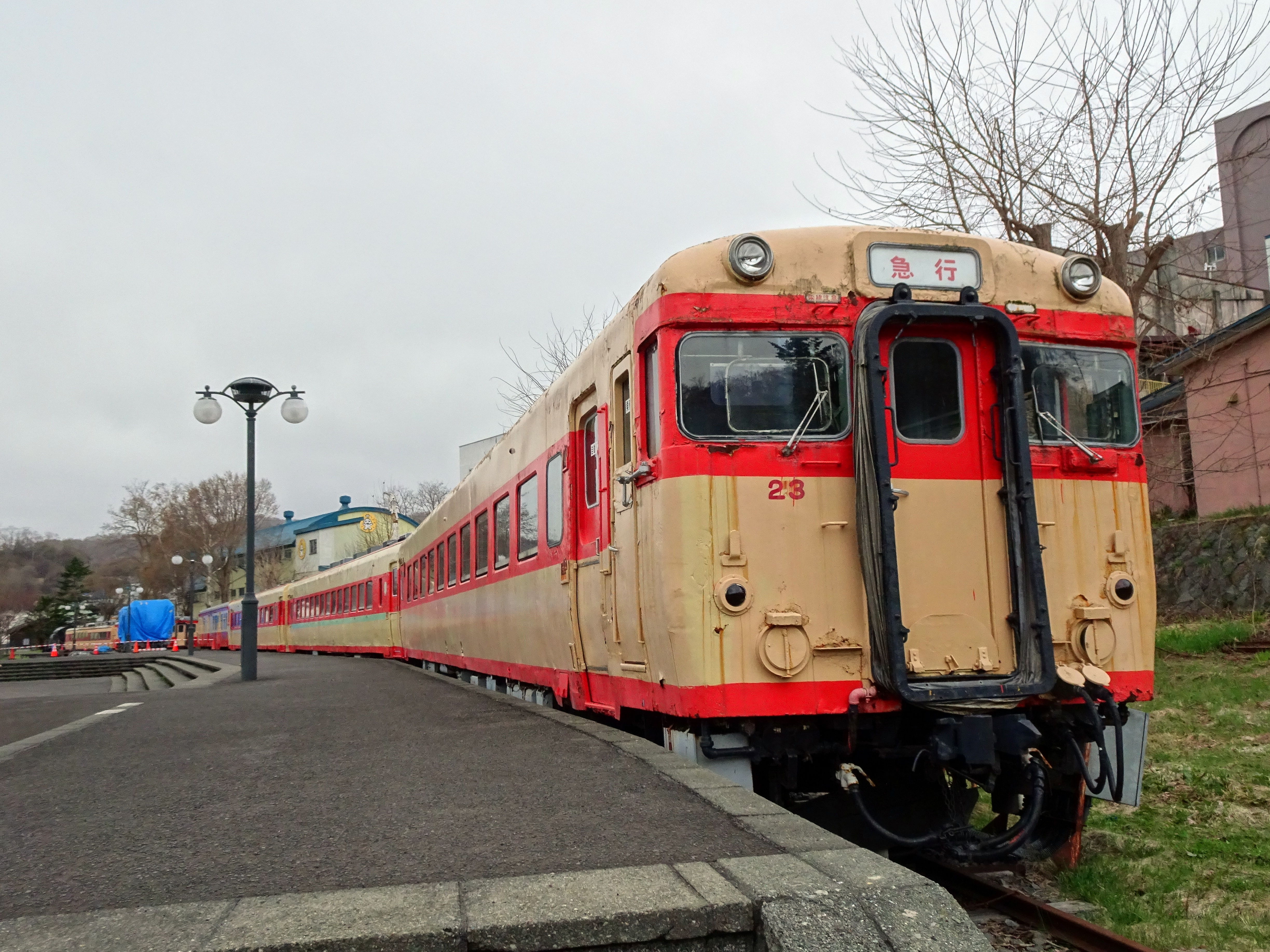
キハ56 23
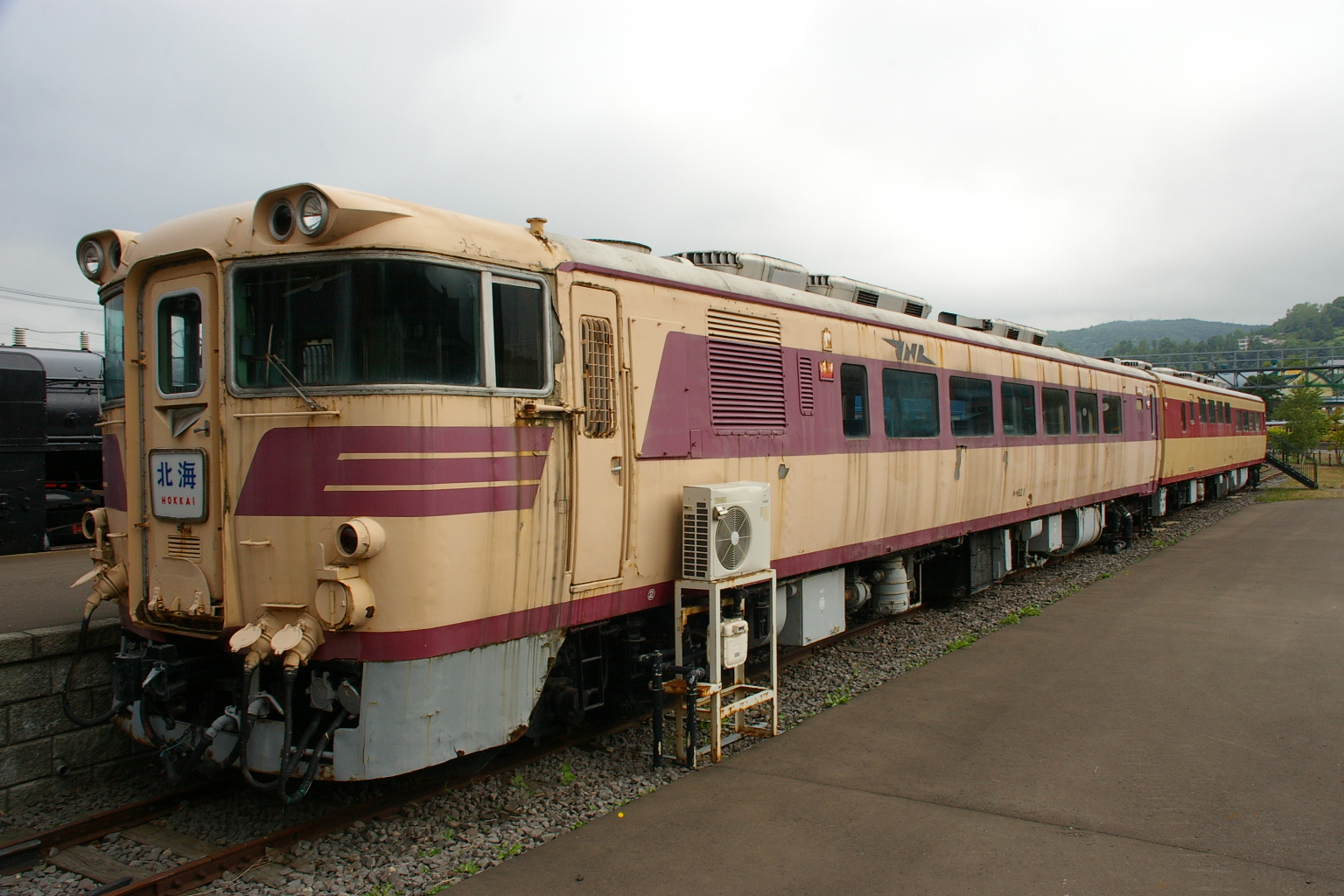
キハ82 1とキシ80 34
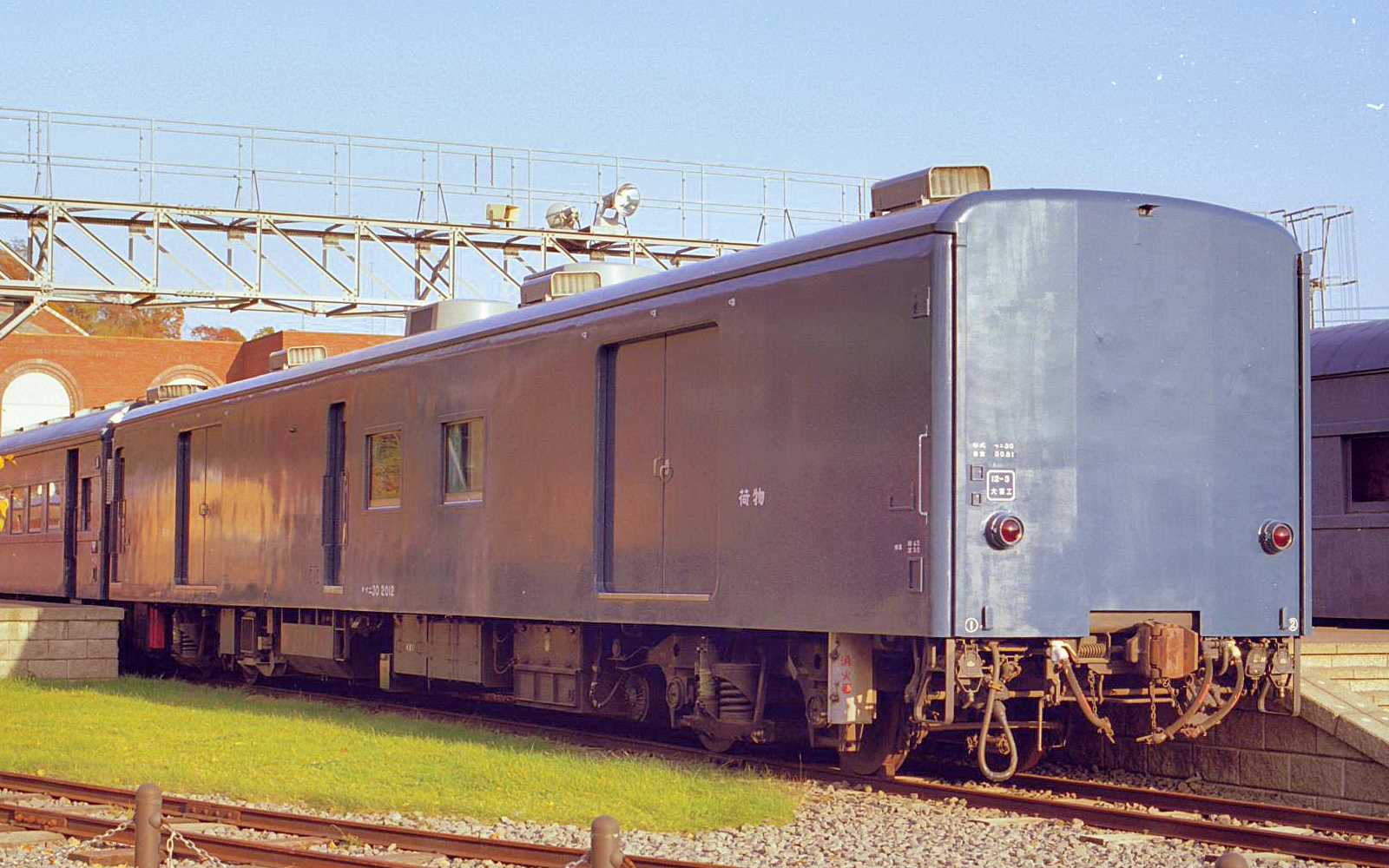
マニ30 2012
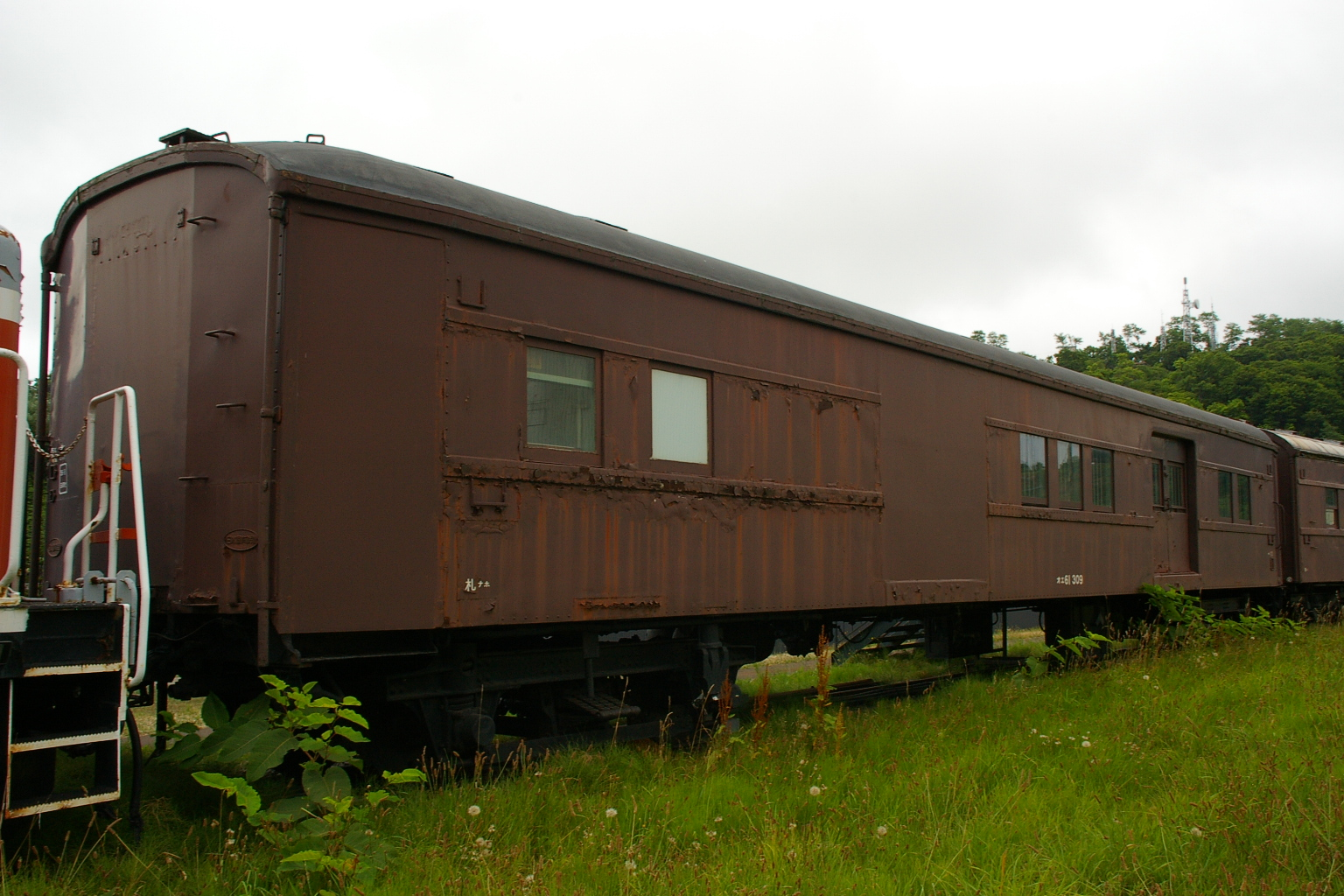
オエ61 309
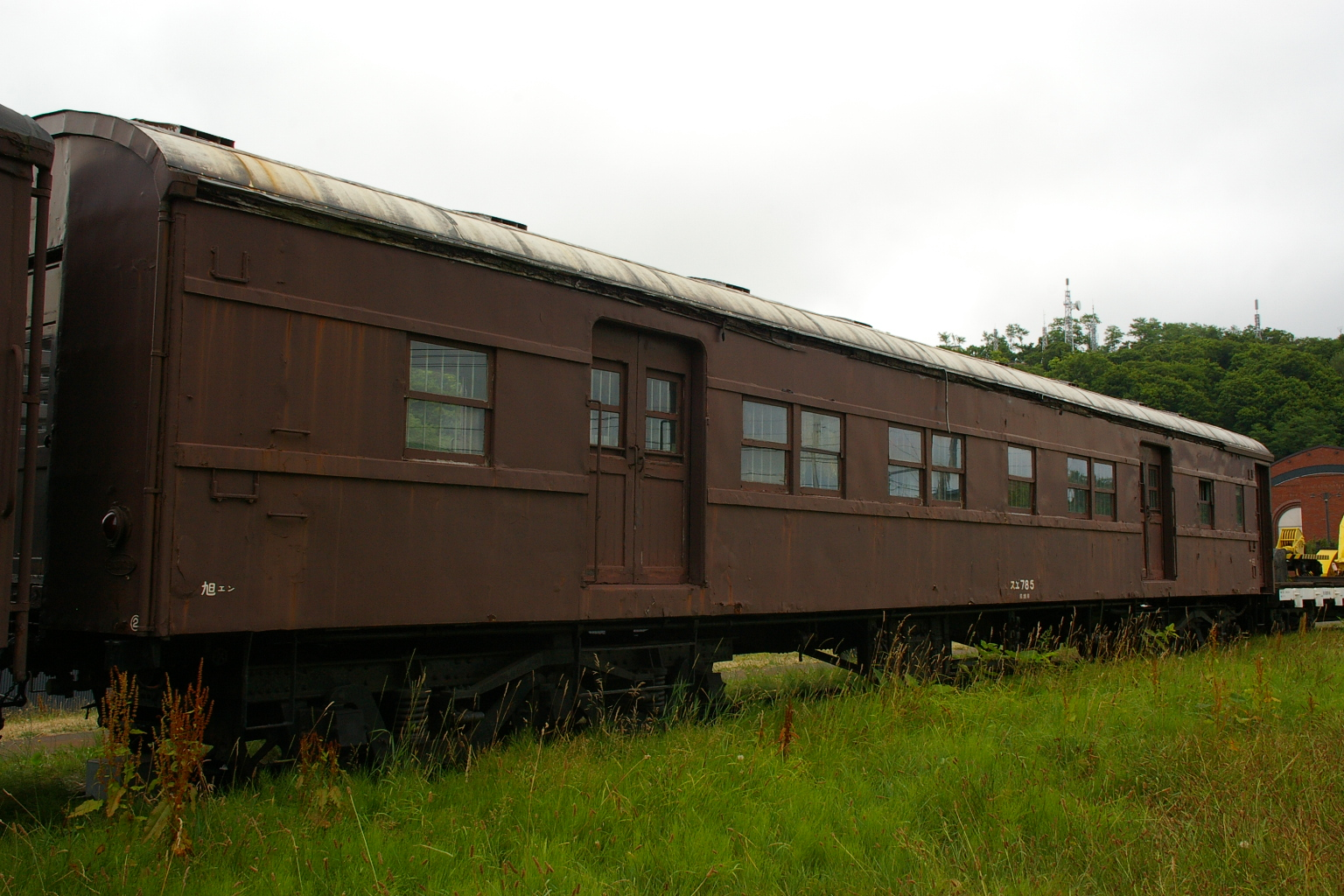
スエ78 5
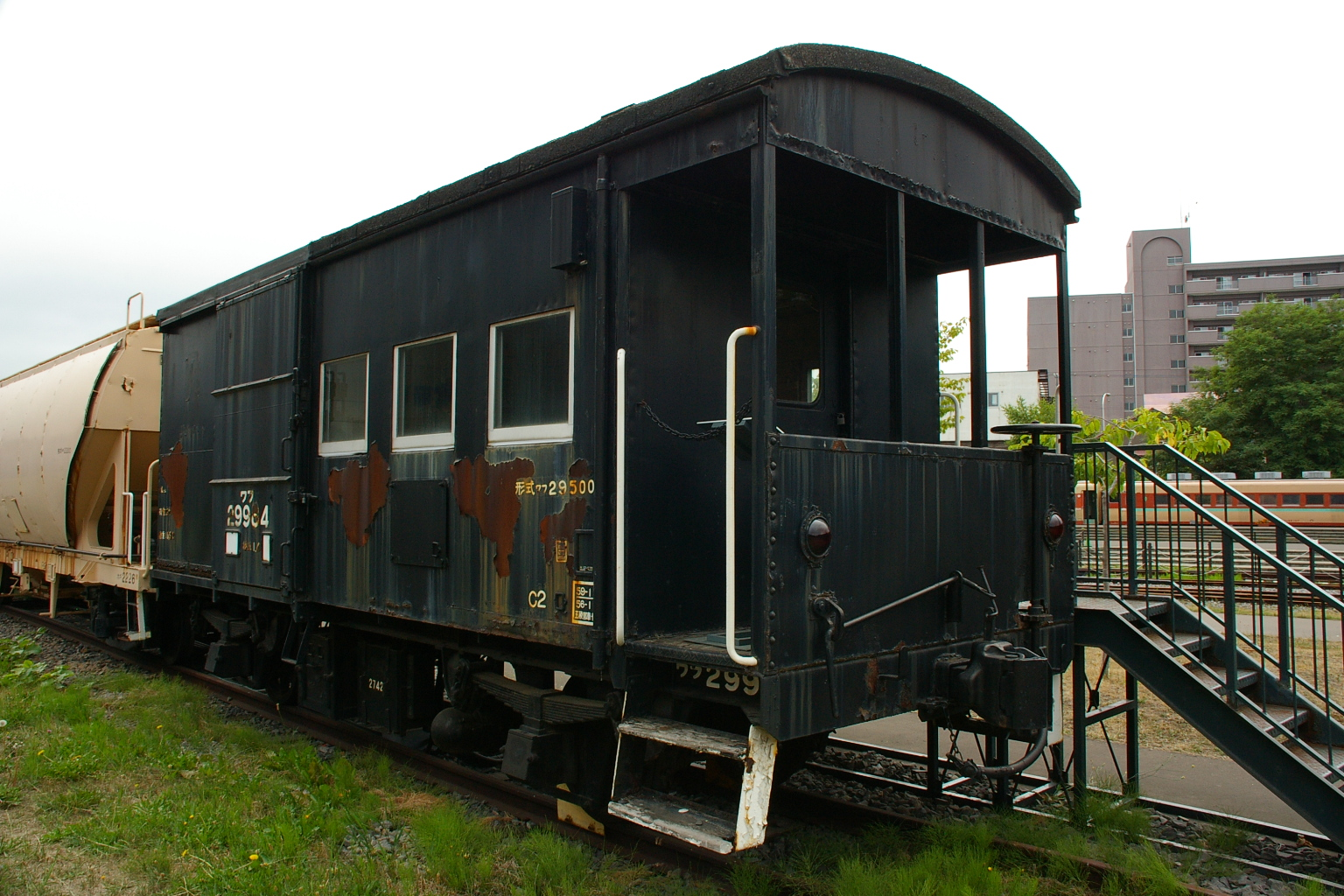
ワフ29984
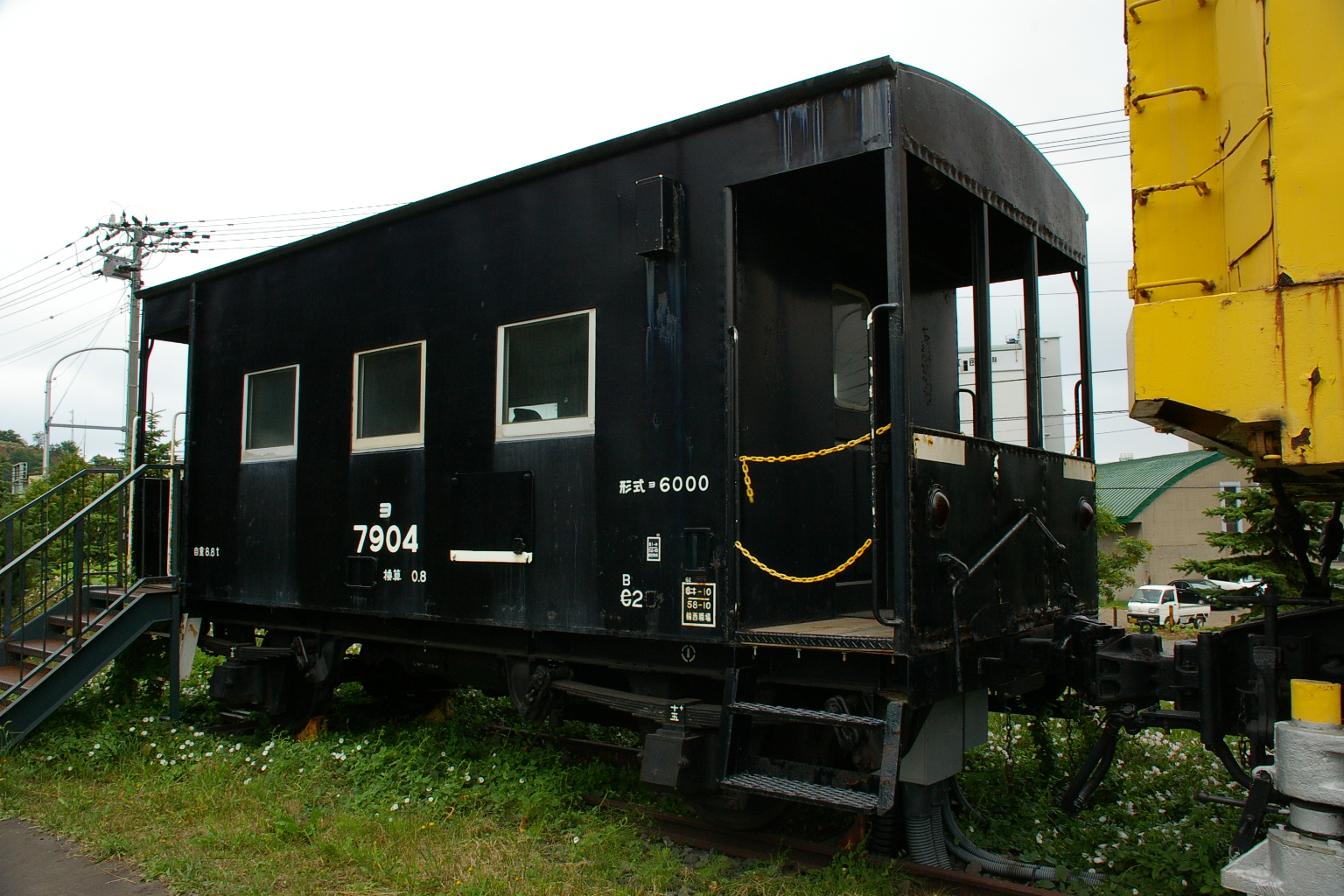
ヨ7904
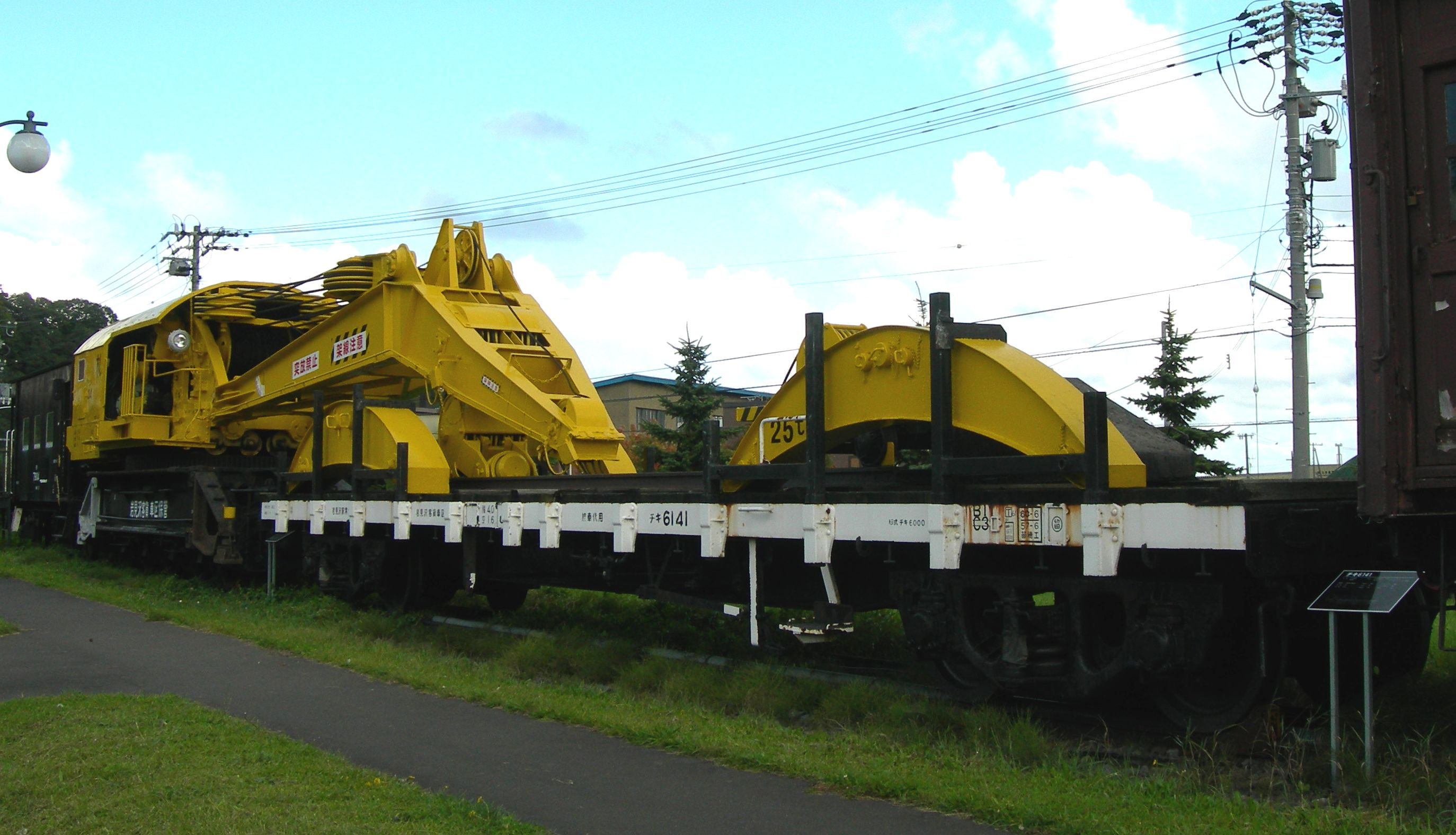
ソ34+チキ6141
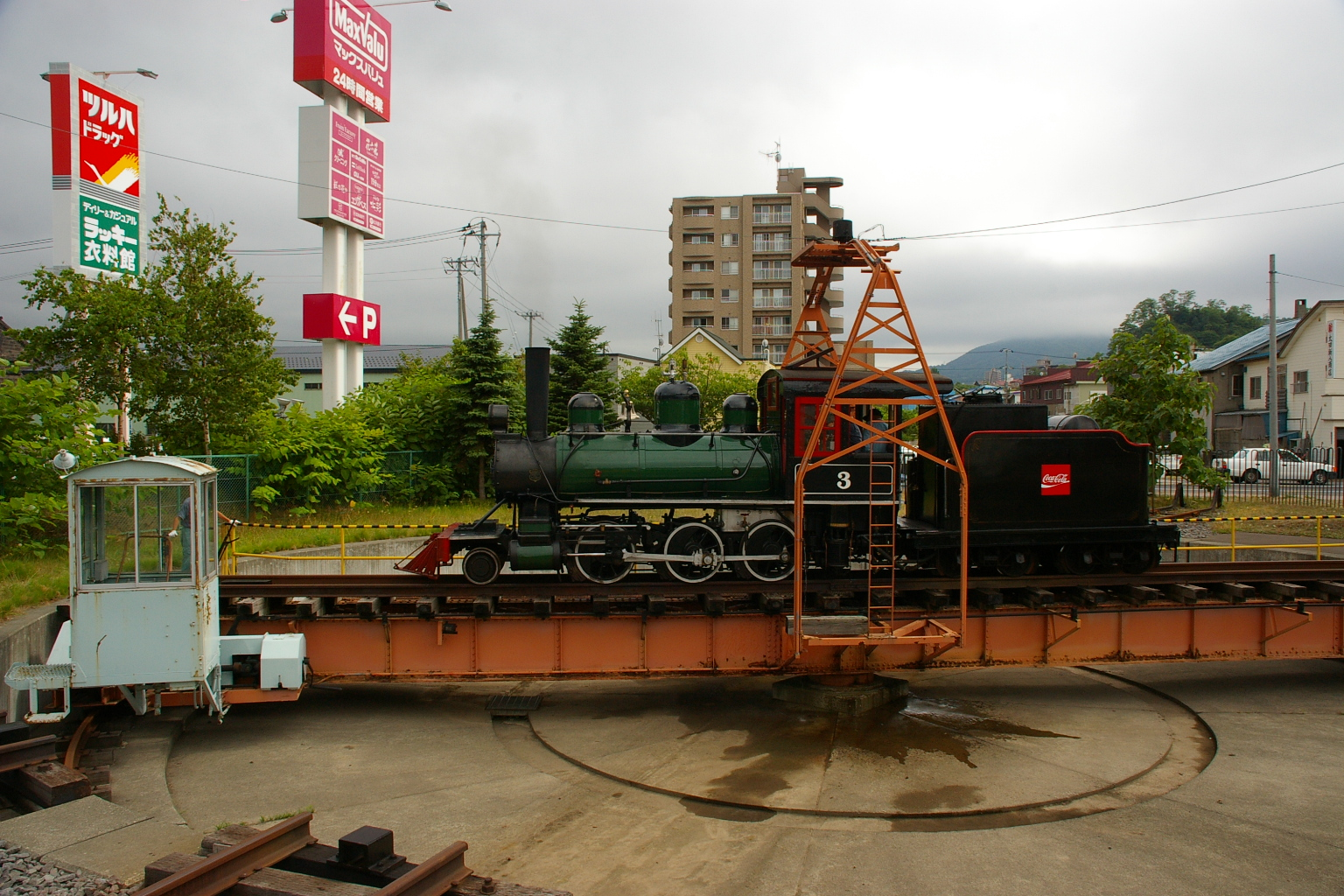
転車台
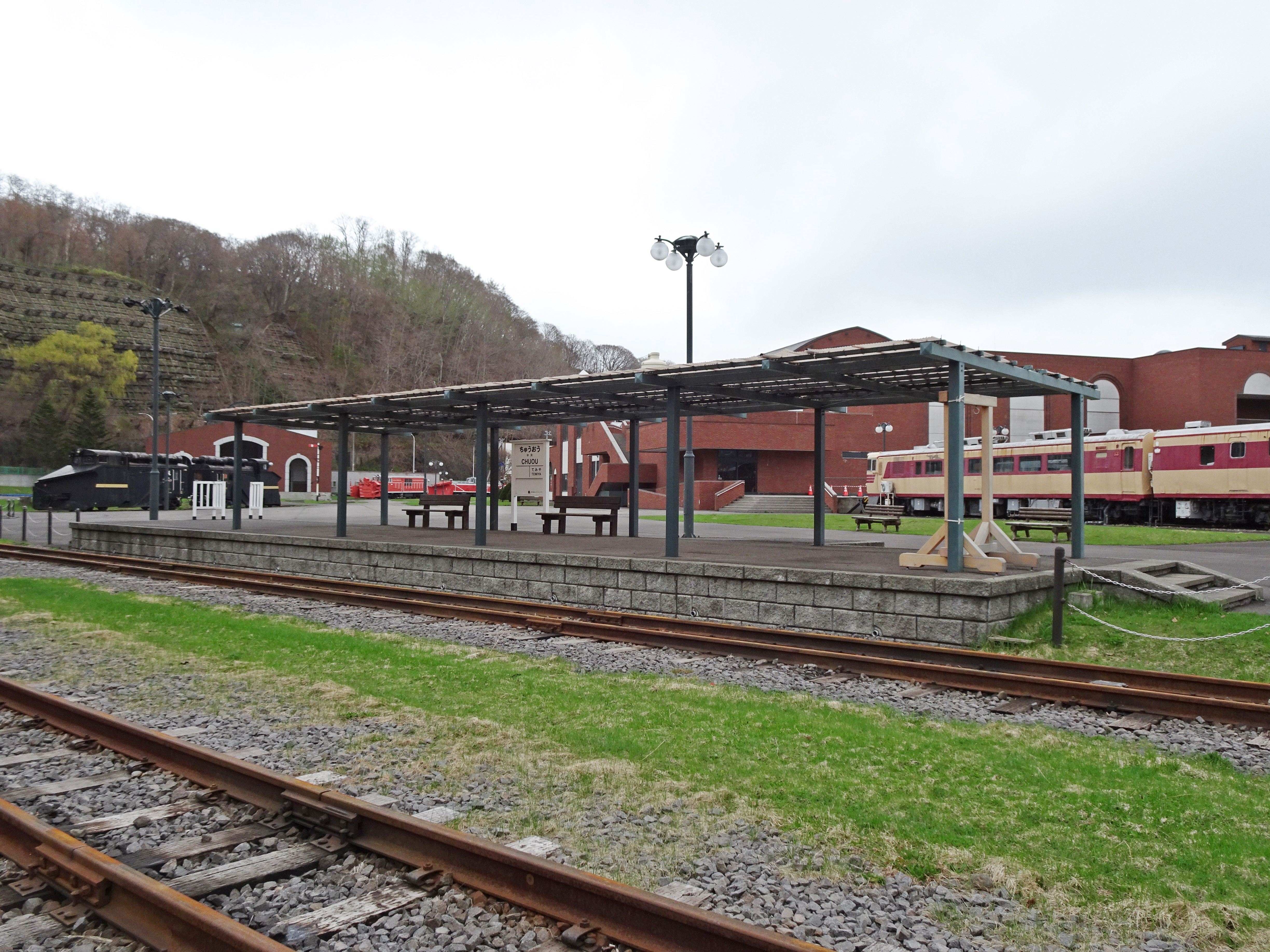
遊覧鉄道の中央駅
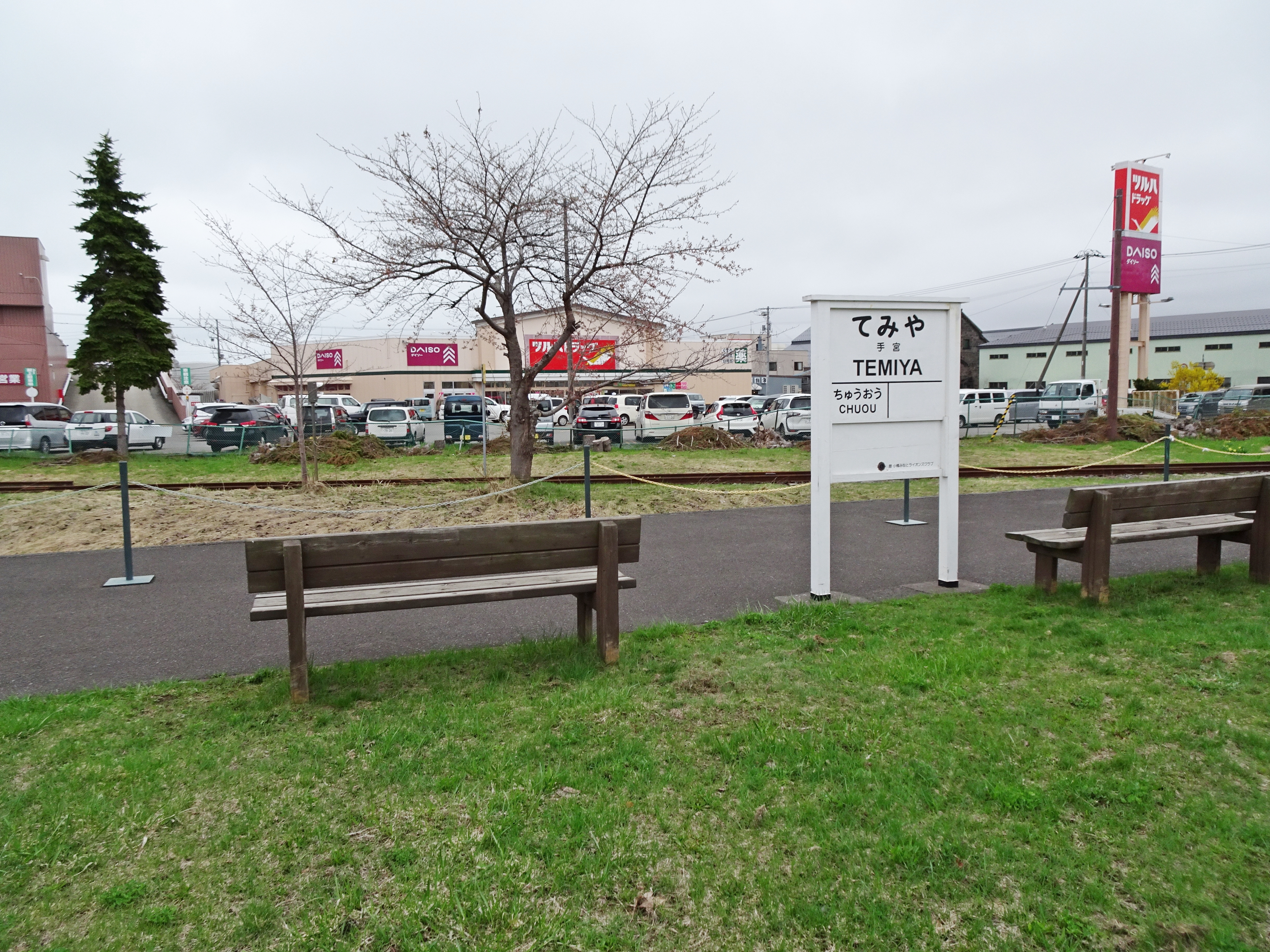
遊覧鉄道の手宮駅
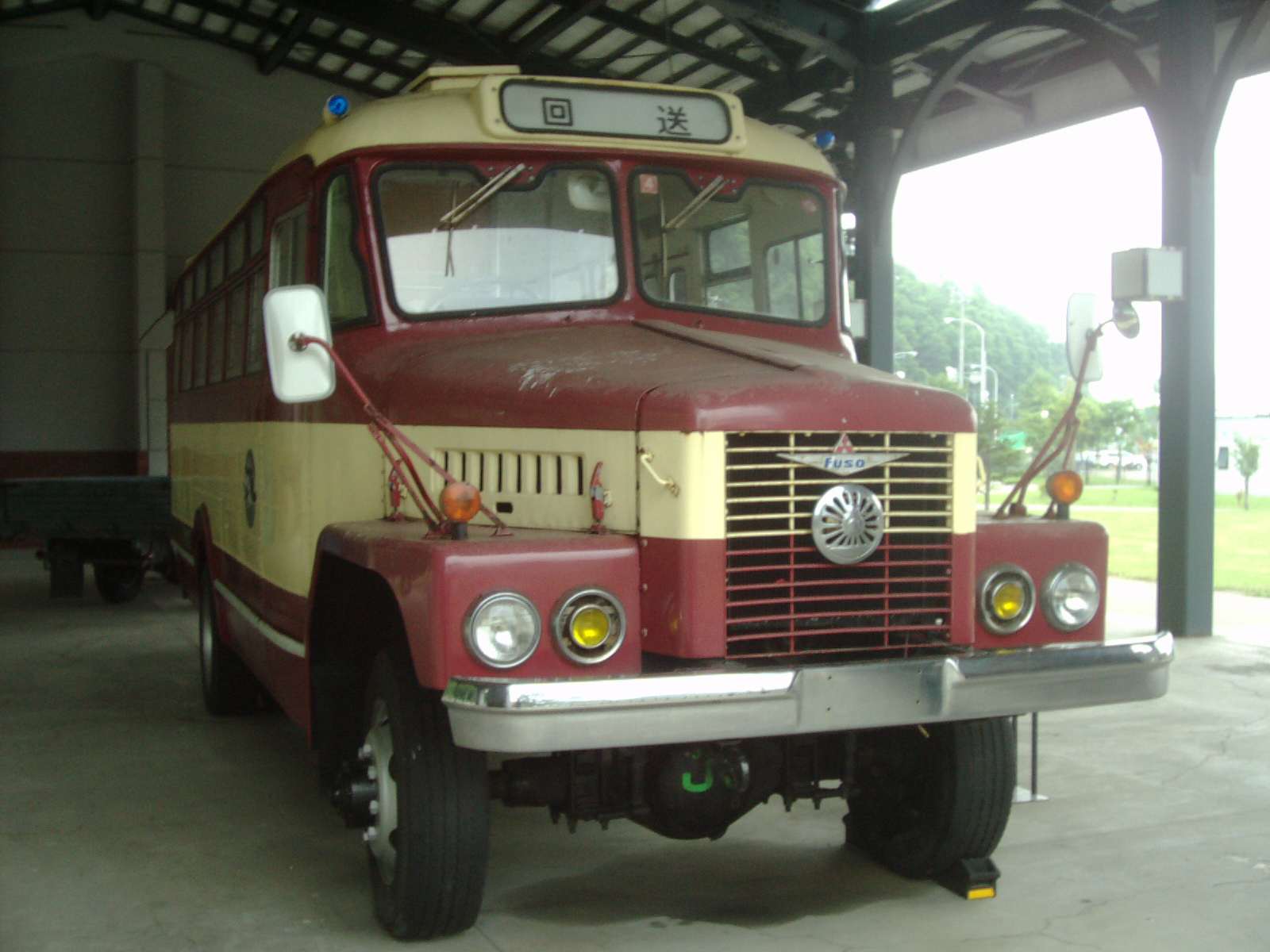
三菱T370型バス 「フロンティア号」
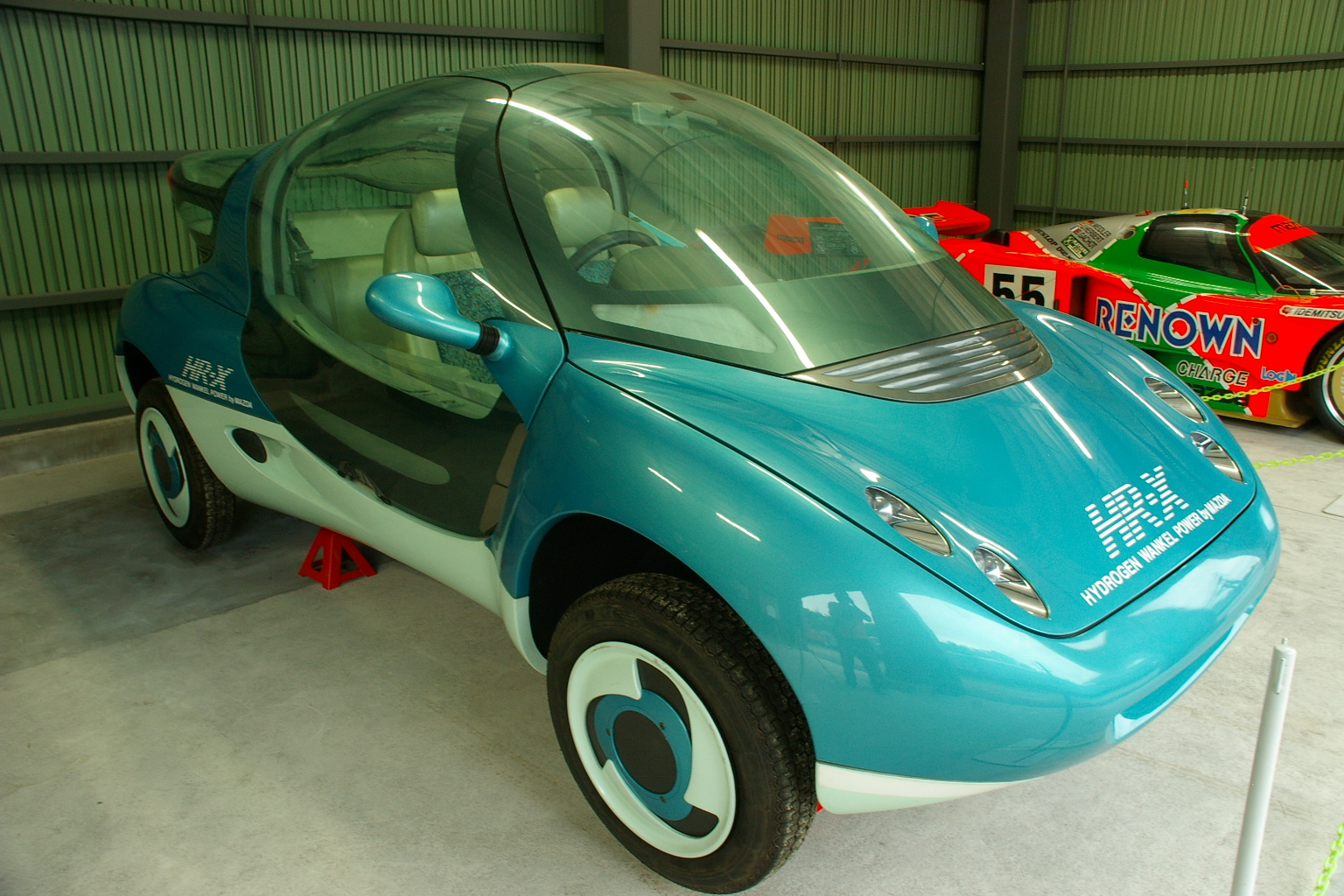
マツダHR-X 水素ロータリーエンジン試験車
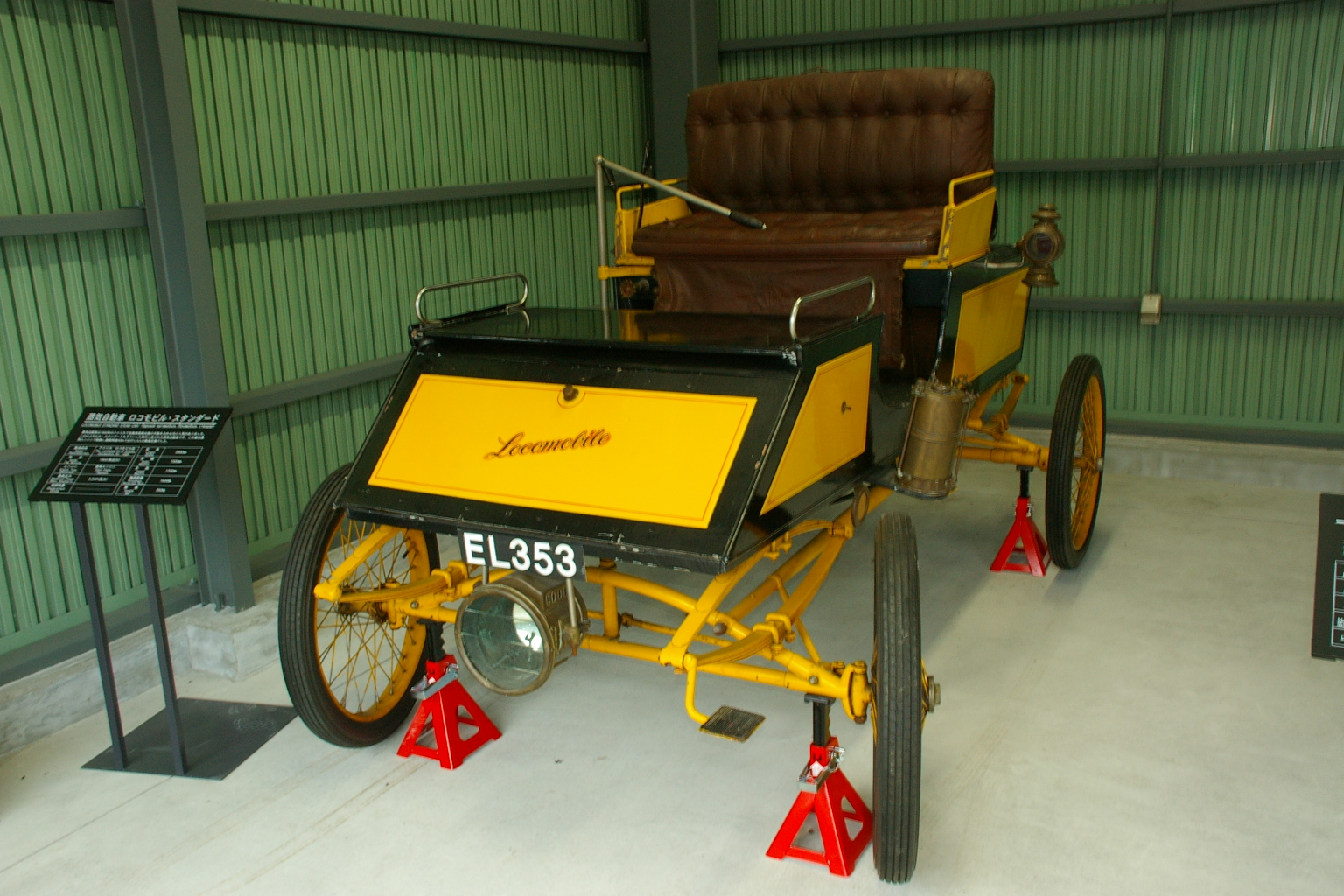
ロコモビル・スタンダード
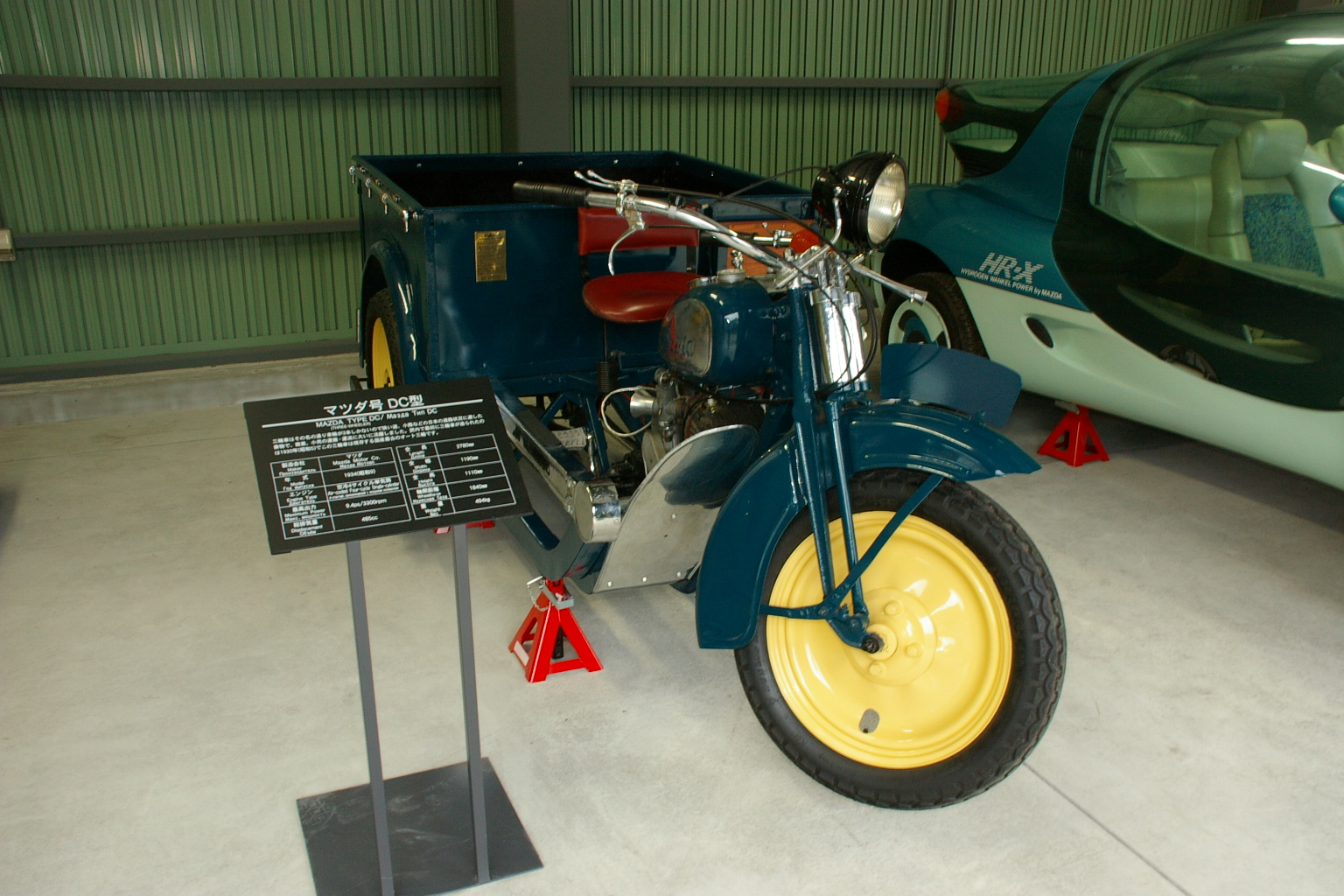
マツダ号DC型
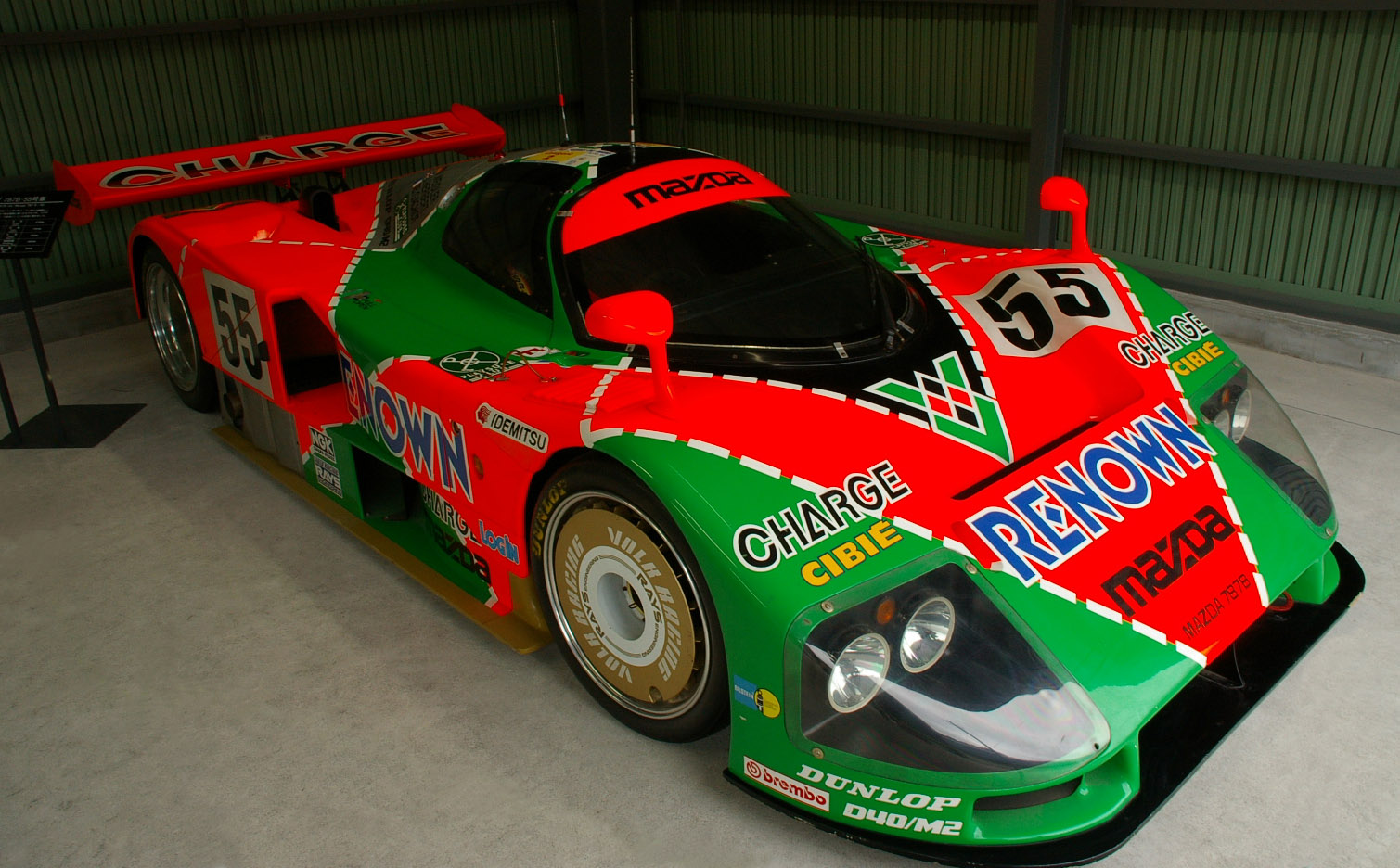
マツダ787B レプリカ (現在は展示終了)

### 備考
- 冬期間は本館の屋外の展示車両の大半が降雪対策としてブルーシートで覆われ、見学できない。
- 敷地内には2008年から国鉄スハ43系客車及び国鉄ワフ29500形貨車を利用した飲食店があり、イタリア料理店「リストランテ トレノ」が博物館のレストラン営業募集に応じて小樽市高島の日本製粉小樽工場付近から博物館敷地に移転し[27]、その後2021年11月3日に閉店[28]。2022年春から2023年10月には喫茶店「ハルのち晴れ。」[29][30]、2024年にはハンバーガー店「WAZZUP BURGER」が入居したが[31]、翌年1月積雪による屋根の破損に伴い札幌市内に移転している[32]。

## 運河館
小樽運河近くに1890年から1894年にかけて建設された旧小樽倉庫（小樽市指定歴史的建造物）の建物3棟を館施設に用いて小樽市の歴史と自然環境に関する内容を展示・紹介している。第1展示室では「小樽の歴史―まちのあゆみを知る」としてアイヌ時代から近代までの小樽の歴史、第2展示室は「小樽の自然―その多様な姿を知る」として小樽に生息する動植物を中心として小樽の自然を展示する。